# Lista dei Carmina Burana
I Carmina Burana sono una celebre raccolta di poesie medievali risalenti ai secoli XI-XIII, tramandata attraverso un manoscritto scoperto nell'Abbazia di Benediktbeuern, in Baviera. Il codice, redatto principalmente in latino con occasionali versi in medio alto tedesco e antico francese, raccoglie oltre 300 componimenti di carattere profano, spaziando tra temi amorosi, morali, satirici e bacchici.
Questo elenco presenta i singoli carmina della raccolta, numerati secondo l'edizione critica curata da Johann Andreas Schmeller nel 1847. Di seguito è riportato l’elenco completo dei carmina contenuti nel manoscritto originale.

## Contenuto

### Carmina moralia et satirica (1-55)
Questa prima sezione dei Carmina Burana raccoglie componimenti di carattere morale e satirico, che offrono una visione critica della società medievale. I poeti, spesso chierici disillusi o studenti erranti, si scagliano contro l'avidità, la corruzione della Chiesa, l'ingiustizia sociale e la decadenza dei costumi. L'ironia e il sarcasmo sono strumenti centrali della loro denuncia, evidenziando il divario tra gli ideali cristiani e la realtà del tempo.

- De avaritia (1-25): Questi carmina mettono in luce la condanna dell'avidità, un vizio considerato tra i più gravi nel Medioevo. L’accumulo eccessivo di ricchezze, sia tra i laici che tra gli ecclesiastici, viene descritto con toni pungenti, mettendo in evidenza l'ipocrisia di coloro che predicano la povertà ma vivono nel lusso.[3]
- De correctione hominum (26-28): In questa sottosezione, l'attenzione si sposta sulla necessità di correggere i comportamenti umani. I componimenti esortano alla riflessione e al miglioramento morale, con un tono che può variare dalla severità all'invito ironico.[4]
- De conversione hominum (29-32): Qui i poeti affrontano il tema della conversione, esortando gli uomini a cambiare vita e a ritrovare la retta via. I testi sono intrisi di un senso di urgenza, mettendo in guardia contro le conseguenze della corruzione e del peccato.[5]
- De ammonitione prelatorum (33-45): Questi componimenti si rivolgono direttamente ai prelati, accusandoli di corruzione e ipocrisia. La critica è feroce e denuncia l’allontanamento della Chiesa dai suoi principi originari, attaccando la simonia, la cupidigia e l’abuso di potere ecclesiastico.[6]
- De cruce signatis (46-55) La sezione si concentra sui crociati e sulle Crociate, descrivendone sia gli ideali che le contraddizioni. Vi si trovano sia esortazioni alla guerra santa sia critiche alla brutalità e ai motivi meno nobili che spingevano molti a intraprendere il viaggio verso la Terra Santa.[7]

| Codice CB | Titolo                                           | Autore                    | Lingua  | Temi                                                                | Descrizione |
| --------- | ------------------------------------------------ | ------------------------- | ------- | ------------------------------------------------------------------- | --- |
| CB 001    | Manus ferens munera                              | -                         | Latino  | Corruzione e influenza del denaro                                   | La figura del denaro è descritta come una forza che corrompe i giudizi, le decisioni legali e sociali, favorendo i ricchi e emarginando i poveri. Si denuncia come la giustizia sia subordinata all'interesse economico. |
| CB 002    | Responde qui tanta cupis                         | -                         | Latino  | Desiderio infinito e insoddisfazione                                | Una riflessione sull'insoddisfazione umana e l'avidità, simboleggiata dalla continua ricerca di ricchezza e beni materiali, che non porta mai alla vera felicità. |
| CB 003    | Ecce torpet probitas                             | Gualterius de Castillione | Latino  | Declino della virtù e prevalenza dell'avidità                       | La virtù viene soppressa, mentre l'avidità domina le menti degli uomini. Si esplora il contrasto tra l'integrità e la corruzione, mettendo in luce l'illusione della gloria legata alla ricchezza. |
| CB 004    | Amaris stupens casibus                           | -                         | Latino  | Ipocrisia e corruzione religiosa                                    | Un'acuta critica alla chiesa, al suo declino spirituale, alla simonia (compra-vendita di beni spirituali) e alla falsa carità che prevale. La denuncia della corruzione all'interno della Chiesa e della separazione dalla vera fede è un tema centrale. |
| CB 005    | Flete flenda                                     | -                         | Latino  | Declino dei valori morali e sociali                                 | Questo carme riflette sul decadimento delle virtù, sulla crescente oppressione e sulla sottomissione dei più deboli. Il testo evidenzia l'ascesa di tiranni e l'intrusione della corruzione in vari ambiti della vita sociale. |
| CB 006    | Florebat olim studium                            | -                         | Latino  | Declino dell'educazione e della saggezza                            | Qui si analizza il progressivo abbandono della ricerca del sapere in favore di attività frivole. Il testo denuncia la superficialità delle nuove generazioni, che, nonostante la conoscenza superficiale, abbandonano la vera saggezza. |
| CB 007    | Postquam nobilitas                               | -                         | Latino  | Nobilità e virtù                                                    | Una riflessione sulla vera nobilità, che non è basata sulla discendenza ma sulla virtù e sulla moralità. Si contrappone la nobilità autentica a quella decaduta, che non è sostenuta da valori morali. |
| CB 008    | Licet eger cum egrotis                           | Gualterius de Castillione | Latino  | Corruzione ecclesiastica e simonia                                  | Ancora una volta, viene denunciato il declino dell'ordine clericale, con sacerdoti e leviti che cedono alla corruzione e alla vendita di beni spirituali. La critica è rivolta all'adozione di pratiche immorali all'interno della Chiesa. |
| CB 009    | Iudas gehennam meruit                            | -                         | Latino  | Tradimento e vendetta di Giuda                                      | Una riflessione su Giuda come simbolo di tradimento, con un parallelo tra il tradimento di Giuda e le pratiche corruttive moderne, in particolare quelle che riguardano la vendita di beni spirituali. |
| CB 010    | Ecce sonat in aperto                             | -                         | Latino  | Morte e corruzione dei prelati                                      | Una denuncia della morte spirituale dei prelati e della loro ignoranza delle vere virtù cristiane. La "Simonía" (nome simbolico per la corruzione ecclesiastica) è descritta come una forza che pervade la Chiesa e la trasforma in un luogo di inganno e dissolutezza. |
| CB 011    | Versus de nummo                                  | -                         | Latino  | Potere e corruzione del denaro, moralità, critica sociale.          | Questo carme riflette sulle potenzialità del denaro di corrompere le persone e le strutture sociali. Esprime come il denaro possa influenzare la religione, la politica, la morale e la società, esaltando l’avidità e il materialismo. Viene descritto come una forza potente che altera la verità e i valori, manipolando le emozioni, le decisioni e la vita quotidiana. |
| CB 012    | Procurans odium                                  | -                         | Latino  | L'odio, l'invidia, la riflessione sulla natura dei conflitti umani. | Questo carme esplora la dinamica dell'odio e della rivalità, suggerendo che l'intento di distruggere l'altro porta più danno a chi odia che a chi è odiato. Mostra come l'invidia e la competizione tra le persone siano motivazioni che, sebbene all'inizio possano sembrare vantaggiose, portano solo dolore e disillusione. |
| CB 013    | Invidus invidia                                  | -                         | Latino  | Invidia, colpa, conflitto interiore.                                | Questo carme riguarda l'invidia come una passione distruttiva che consuma l'animo. Descrive la sofferenza di chi è invidioso e il danno che questa emozione provoca sia a chi la prova che a chi è oggetto dell'invidia. |
| CB 014    | O varium Fortune                                 | -                         | Latino  | Fortuna, instabilità, incertezza della vita.                        | Il carme esplora il concetto di Fortuna, raffigurandola come mutevole e inafferrabile. Si riflette sull’instabilità della vita umana, sul modo in cui la fortuna può sollevare o distruggere una persona senza preavviso, mettendo in evidenza l'inutilità delle aspettative e delle ambizioni terrene. |
| CB 015    | Celum, non animum                                | -                         | Latino  | Stabilità, virtù, cambiamento interiore.                            | Questo carme esplora l'idea che le circostanze esterne possono cambiare, ma l’animo umano, se saldo, rimane immutato. Esprime l'importanza di avere una fermezza interiore di fronte ai capricci del destino, suggerendo che il vero coraggio risiede nella perseveranza morale piuttosto che nelle circostanze favorevoli. |
| CB 016    | Fortune plango vulnera                           | -                         | Latino  | Lamentazione sulla Fortuna, caduta, disillusione.                   | Il carme loda e deplora la Fortuna, che altera la vita umana, portando alla miseria quelli che una volta erano felici. È un lamento per la natura volubile della fortuna, che può sollevare una persona e distruggerla senza preavviso. |
| CB 017    | O Fortuna                                        | -                         | Latino  | Fortuna, ciclicità, destino.                                        | Il carme esprime il senso di impotenza dell’uomo di fronte ai capricci della Fortuna, raffigurata come una divinità mutevole e crudele. Ogni individuo è soggetto alla sua influenza, che può portare alla felicità o alla rovina. |
| CB 018    | O Fortuna levis                                  | -                         | Latino  | Instabilità della fortuna, critiche alla società.                   | La Fortuna viene descritta come capricciosa, che solleva chi è in basso e distrugge chi è in cima. Questo carme esplora la volatilità della condizione umana, in cui la fortuna gioca un ruolo essenziale, ma non sempre giusto o prevedibile. |
| CB 018a   | Regnabo; regno; regnavi; sum sine regno          | -                         | Latino  | Potere, transitorietà.                                              | Il carme riflette sul passaggio attraverso il potere e la sua caducità. Esprime l’idea che il regno, come altre potenze terrene, sia effimero e che alla fine l'individuo rimanga senza nulla, una riflessione sulla fragilità dell'ascesa sociale e del potere. |
| CB 019    | Fas e nefas                                      | Gualterius de Castillione | Latino  | Virtù, generosità, corruzione, peccato.                             | Gualterius esplora il contrasto tra virtù e vizio, esortando a evitare l’avarizia e a considerare la generosità come un atto di virtù. Il carme riflette sulla moralità, sulla necessità di evitare il peccato, e sull’importanza di praticare il bene. |
| CB 020    | Est modus in verbis                              | -                         | Latino  | Equilibrio, virtù, mezzi termini.                                   | Questo carme promuove l’idea che la virtù risieda nel mezzo, fra gli estremi. Esprime che ogni cosa deve essere regolata e misurata con saggezza, suggerendo che l'eccesso in qualsiasi direzione porta alla rovina. |
| CB 021    | Veritas Veritatum                                | Philippus Cancellarius    | Latino  | Verità, fede, redenzione.                                           | Questo carme celebra la verità come guida assoluta, contrastando il peccato e l’inganno. L'autore esprime l'importanza di vivere secondo la verità divina e riflette sull’idea che la fede in Dio sia la via per la salvezza. |
| CB 022    | Homo, quo vigeas vide!                           | Philippus Cancellarius    | Latino  | Virtù, fede, moralità.                                              | Un appello alla virtù cristiana, alla fede e al miglioramento del cuore umano. Philippus Cancellarius enfatizza come la vera salvezza dipenda dalla dedizione alla fede e dall’adozione di un comportamento morale e virtuoso. |
| CB 023    | Vide, qui nosti litteras                         | -                         | Latino  | Educazione, saggezza, responsabilità.                               | Questo carme pone l’accento sull'importanza dell’istruzione morale e spirituale. Incoraggia i lettori a praticare ciò che predicano e a non perdersi in discorsi vuoti. |
| CB 024    | Iste mundus furibundus                           | -                         | Latino  | Vanità del mondo, ricerca della salvezza.                           | Un carme che critica le falsità del mondo terreno e invita alla ricerca di un destino eterno più nobile e duraturo. Esorta a disprezzare le gioie effimere e a concentrarsi sulle virtù spirituali. |
| CB 025    | Vivere sub meta                                  | -                         | Latino  | Morale, virtù, giustizia.                                           | Il carme riflette sull'importanza di vivere secondo la retta via, seguendo la giustizia e la virtù. Esamina l'errore di vivere senza scopo o direzione, esortando a considerare le azioni e le loro conseguenze. |
| CB 026    | Ad cor tuum revertere                            | -                         | Latino  | Penitenza, spiritualità                                             | Il testo esorta l'uomo a riflettere sulla propria condizione misera e peccaminosa, ammonendolo a correggere i suoi vizi e a seguire la giustizia per non incorrere nell'ira divina. Si sottolinea la precarietà della vita, paragonata a una seconda morte, e si invita a purificare la propria anima prima che sia troppo tardi. Si utilizza la metafora delle nozze celesti: chi non ha la veste nuziale, simbolo della purezza, verrà respinto, come le vergini stolte con le lampade vuote. Il testo si chiude con un'esortazione alla vigilanza spirituale per accogliere il Signore.                           |
| CB 027    | Bonum est confidere                              | -                         | Latino  | Fede, fiducia in Dio                                                | Il componimento sottolinea l'importanza di confidare in Dio piuttosto che nel potere terreno e nelle ricchezze, che portano all'inganno e alla perdizione. Si invita a lavorare onestamente e a correggere i propri peccati. Si descrive il giudizio finale, quando i giusti saranno separati dai malvagi come il grano dalla paglia. Infine, si esaltano i beati: coloro che mantengono un cuore puro, non si lasciano contaminare dal peccato e confidano nel Signore senza preoccuparsi dei beni materiali. |
| CB 028    | Laudat rite deum                                 | -                         | Latino  | Lode divina                                                         | È una raccolta di brevi sentenze morali che invitano a lodare Dio con sincerità, a controllare i desideri della carne e a ricercare ciò che è eterno. La purezza della mente guida anche gli occhi e le azioni. Si ammonisce a non rimandare la conversione, poiché la stoltezza porta a compagnie altrettanto stolte. L'onestà e la giustizia sono valori supremi, mentre la menzogna uccide l'anima. Infine, si ribadisce la necessità di un costante impegno spirituale per evitare il peccato quotidiano. |
| CB 029    | In lacu miserie                                  | -                         | Latino  | Sofferenza, peccato                                                 | Si tratta di un ammonimento rivolto a "Panfilo", simbolo dell’uomo immerso nei piaceri carnali e nei vizi della giovinezza. Il tono è severo: il poeta avverte il destinatario del pericolo di perdere non solo il corpo e i beni materiali, ma soprattutto l'anima. Il secondo strofa usa l’immagine mitologica dell’Idra, che cresce più forte dopo ogni sconfitta, per descrivere come il vizio non si estingua facilmente ma si ripresenti con più forza. Infine, viene consigliata la fuga come unica strategia vincente contro il peccato, riprendendo il racconto biblico di Giuseppe e la moglie di Potifar. |
| CB 030    | Dum iuventus floruit                             | -                         | Latino  | Giovinezza, caducità                                                | È una riflessione sul passare del tempo e il cambiamento delle inclinazioni dell’uomo con l’età. Mentre nella giovinezza tutto sembra lecito e il piacere è l'unica guida, la vecchiaia impone un freno e la necessità di una condotta più austera. L’ultima strofa esprime la volontà di conversione: il poeta vuole abbandonare le abitudini peccaminose e dedicarsi alla virtù. |
| CB 031    | Vite Perdite                                     | -                         | Latino  | Vita dissoluta, morale                                              | Questo componimento sviluppa il tema del pentimento e della redenzione con una struttura più articolata. Il poeta riconosce i propri errori e si confronta con la difficoltà di distinguere il vero dal falso. C'è un forte richiamo biblico alla parabola del figliol prodigo (il protagonista ha cercato nutrimento nei “baccelli dei porci”, simbolo di degrado spirituale). L'ultima parte richiama anche figure mitologiche e storiche (Beli, Sinone, Tullio, Zenone), suggerendo che la vera sapienza non sta nell’astuzia o nell’intelligenza, ma nella fuga dal peccato e nell’affidarsi alla grazia divina. |
| CB 032    | Cur homo torquetur                               | -                         | Latino  | Destino umano, sofferenza                                           | Si presenta in forma di domanda e risposta, quasi un catechismo sulla sofferenza umana. L’autore esplora cinque ragioni per cui l’uomo è tormentato, collegandole a un disegno divino: l’umiliazione dell’orgoglio, il merito spirituale, la glorificazione di Cristo, l’espiazione della colpa e il duplice castigo per chi non si redime. L’ultima parte è un’affermazione teologica: solo la grazia di Dio permette di raggiungere la salvezza. |
| CB 033    | Non te lusisse pudeat                            | -                         | Latino  | Gioco, leggerezza                                                   | Un’esortazione morale rivolta a un ecclesiastico affinché segua una vita virtuosa. Si raccomanda di essere giusto, sobrio, prudente e pio, evitando la corruzione e l’avidità. Il sacerdote deve distribuire ai poveri senza cercare ricompense e non abusare del patrimonio della Chiesa per scopi personali. Si critica l’avidità e la compagnia di uomini corrotti, invitando alla rettitudine morale e all’umiltà. |
| CB 034    | Deduc Sion uberrimas                             | -                         | Latino  | Spiritualità, Gerusalemme                                           | Un lamento sulla corruzione della Chiesa e sulla degenerazione dei suoi rappresentanti. I pastori della Chiesa, invece di guidare il popolo, si comportano da ladri e oppressori. L’amore per il prossimo si è raffreddato, e nessuno difende i più deboli. L’autore invoca la giustizia divina affinché punisca i malvagi e restauri la purezza della fede. |
| CB 035    | Magnus, Maior, Maximus                           | -                         | Latino  | Comparazione, grandezza                                             | Una riflessione sulla gerarchia e l’instabilità delle posizioni sociali. Si osserva come gli uomini salgano e cadano nei ranghi della società. Chi possiede più ricchezze e onori è anche più esposto a responsabilità e doveri. L’autore avverte i vescovi e i leader religiosi di non cadere negli stessi errori e di vegliare sul gregge con coscienza. |
| CB 036    | Nulli beneficium                                 | -                         | Latino  | Ingratitudine, società                                              | Un’esaltazione della vera penitenza. Non basta confessare i peccati con la bocca, bisogna avere un sincero pentimento nel cuore. L’autore ammonisce i potenti affinché giudichino con giustizia, reprimano gli atti impuri e aiutino i deboli con umiltà. |
| CB 037    | In Gedeonis Area                                 | -                         | Latino  | Biblico, spiritualità                                               | Una denuncia della decadenza del clero e delle istituzioni religiose. La purezza e la fede autentica sono soffocate dalla corruzione e dall’ambizione. L’ordine monastico, un tempo dedito alla preghiera e alla meditazione, è ora soggetto a dispute interne e lotte per il potere. |
| CB 038    | Doctrinae verba paucis                           | -                         | Latino  | Sapienza, educazione                                                | Una breve riflessione sulla vanità delle parole senza azione. Il sapere senza pratica è inutile, e chi manca di istruzione vive nelle tenebre. |
| CB 039    | In huius mundi patria                            | -                         | Latino  | Transitorietà della vita                                            | Una critica feroce alla società medievale e alla corruzione del clero. Gli uomini di Chiesa hanno tradito la loro missione, le leggi sono sovvertite e i monaci vivono nel lusso, disprezzando la disciplina. Si denuncia l’ipocrisia e l’avidità che dominano la società. |
| CB 039a   | In huius mundi domo                              | -                         | Latino  | Destino umano                                                       | Un monito sulla fugacità della vita e la vanità dei beni terreni. L’uomo è polvere e tornerà alla polvere, quindi deve ricordare che tutto è effimero. Solo lo spirito ha valore eterno. |
| CB 039b   | Cum vadis ad altare                              | -                         | Latino  | Liturgia, preghiera                                                 | Un’esortazione ai sacerdoti affinché si preparino con purezza prima di celebrare la Messa, liberandosi dai peccati e dalle impurità del cuore. |
| CB 040    | Quicquid habes meriti                            | -                         | Latino  | Meriti, redenzione                                                  | Brevi sentenze morali: - La grazia di Dio concede ogni merito. - Dopo la fatica, arriva la ricompensa. - Chi non sa godere della vita ha un cuore crudele. |
| CB 041    | Propter Sion non tacebo                          | -                         | Latino  | Giustizia, Sion                                                     | Un lamento sulla rovina della Chiesa e di Roma. La città, un tempo faro della civiltà cristiana, è ora dominata dall’avidità e dalla corruzione. Il papato è paragonato a un mare in tempesta, con cardinali e cancellieri descritti come pirati e ladri di denaro. |
| CB 042    | Utar contra vitia                                | -                         | Latino  | Virtù contro i vizi                                                 | Una satira feroce contro l’ipocrisia della Chiesa e della società. I potenti si presentano con un aspetto nobile ma sono corrotti e falsi. Roma è descritta come un luogo di inganni, dove il denaro compra tutto, compresa la giustizia. Il sistema è marcio, e chi non paga non ottiene nulla. |
| CB 043    | Roma, tue mentis oblita sanitate                 | -                         | Latino  | Decadenza di Roma                                                   | Lamenta la decadenza spirituale di Roma e della Chiesa, ormai corrotta e lontana dalla vera fede. Il clero è avvelenato dalla simonia e dall’avidità, mentre la giustizia e la pietà sono ignorate. L’autore esorta la Chiesa a convertirsi prima che sia troppo tardi. |
| CB 044    | Initium sancti evangelii secundum Marcas Argenti | -                         | Latino  | Evangelico, sacro                                                   | Una satira in stile evangelico che denuncia la simonia nella Curia romana. Un povero chierico chiede aiuto al Papa ma viene cacciato perché non ha denaro. Al contrario, un chierico ricco ottiene favori con doni e corruzione. Il Papa stesso, malato, guarisce solo dopo aver ricevuto un costoso dono. |
| CB 045    | Roma tenens morem                                | -                         | Latino  | Storia, Roma                                                        | Critica la Curia romana per la sua avidità: il denaro è l’unico criterio di giustizia, e senza pagare non si ottiene nulla. Il Papa e l’imperatore si comportano allo stesso modo, prendendo denaro dal popolo. Un proverbio riassume tutto: "La Curia romana non si cura delle pecore senza lana." |
| CB 046    | De cruce signatis                                | -                         | Latino  | Crociati, fede                                                      | Una serie di riflessioni religiose e bibliche sulla lotta tra fede e idolatria, la caduta di Babilonia, la visione di Giovanni sull'Apocalisse e la figura di Cristo come principe dei principi. Viene enfatizzata la necessità di conversione, la battaglia contro le false divinità e la speranza nella protezione divina per i fedeli. Il testo richiama anche temi evangelici, come il banchetto del Signore e il concetto di ultima ricompensa per chi segue la fede cristiana. |
| CB 047    | Crucifigat omnes                                 | -                         | Latino  | Giustizia, punizione                                                | Un lamento per la perdita di Gerusalemme e la profanazione del Santo Sepolcro per mano dei musulmani. Si richiama alla croce come simbolo di sacrificio e redenzione, esortando i fedeli a combattere per la causa cristiana. La città sacra è vista come una sposa tradita, mentre i cristiani vengono chiamati a difendere la loro fede in un contesto di guerra santa. |
| CB 047a   | Curritur ad vocem                                | -                         | Latino  | Movimento, azione                                                   | Un testo satirico sulla corruzione e l’avidità nel mondo clericale e la società in generale. Si denuncia la ricerca sfrenata di denaro e potere, mentre si ironizza sull’idea che la virtù sia ormai subordinata al guadagno economico. |
| CB 048    | Quod spiritu David precinuit                     | -                         | Latino  | Profezia, sacro                                                     | Un appello alla giustizia divina contro i Saraceni che hanno profanato il Sepolcro di Cristo. Il testo riprende il Salmo 67 ("Exsurgat Deus"), invocando la vendetta divina e la restaurazione del dominio cristiano in Terra Santa. Il parallelismo con episodi biblici rafforza l’idea di un intervento divino in favore dei fedeli. |
| CB 048a   | Horstu, uriunt, den wahter an der cinne          | -                         | Tedesco | Vita quotidiana                                                     | Un frammento poetico attribuito a Otto von Botenlauben che descrive il dolore della separazione tra due amanti all'alba, un motivo tipico della poesia cortese. |
| CB 049    | Tonat evangelica clara vox in mundo              | -                         | Latino  | Evangelizzazione                                                    | Un inno alla conversione e alla penitenza in vista del Giudizio Universale. Il testo esorta giovani e anziani a ricordare il loro Creatore e ad abbandonare le tentazioni terrene per seguire la croce di Cristo. Viene sottolineata la necessità di una vita virtuosa per ottenere la salvezza eterna. |
| CB 050    | Heu, voce flebili cogor enarrare                 | -                         | Latino  | Lamento, sofferenza                                                 | Un racconto dettagliato della disfatta dei cristiani contro Saladino nella battaglia di Hattin (1187). Si descrive la brutalità dei musulmani, la cattura del re di Gerusalemme e la decapitazione dei Templari. Lamenti e invocazioni divine sottolineano il dolore per la perdita della Terra Santa e la necessità di penitenza e redenzione. |
| CB 051    | Debacchatur mundus pomo                          | -                         | Latino  | Eccessi, peccato                                                    | Un lamento per la caduta dell'umanità nel peccato, a partire dal peccato originale. Si descrive il mondo come in preda alla corruzione e alla sofferenza, mentre si richiama alla memoria figure bibliche (Mosè, Davide, Salomone) e luoghi sacri (Gerusalemme, Sion). Il tono è apocalittico e ammonitorio. |
| CB 051a   | Imperator rex Grecorum                           | -                         | Latino  | Politica, sovrani                                                   | Un inno guerriero in cui si celebra l'imperatore bizantino e il re Amalrico I di Gerusalemme, lodandoli per le loro campagne militari contro i musulmani in Egitto. Il ritornello in greco rafforza il carattere liturgico e solenne del testo. |
| CB 052    | Nomen Solemnibus                                 | -                         | Latino  | Celebrazione                                                        | Un poema dedicato all'abbazia di Solesmes (Solemniacum), elogiandone la solennità e l'importanza religiosa. L’inizio del carme suggerisce una celebrazione della vita monastica e della sua funzione nella cristianità. |
| CB 053    | Anno Christi incarnationis                       | -                         | Latino  | Cronaca, storia                                                     | Il carme celebra la salvezza portata da Cristo, che ha dissipato il buio dello scisma e ha restaurato la Chiesa. Si descrive un periodo di divisione che è stato superato grazie all'intervento di un papa, simbolo di unità e pace. L'unità cristiana è paragonata alla vittoria della verità, e Roma viene esaltata come simbolo di trionfo spirituale. Il giubileo è visto come un momento di purificazione, in cui la Chiesa esprime la sua gioia per la pace ritrovata e per il ritorno alla carità. |
| CB 053a   | Passeres illos, qui transmigrant supra montes    | -                         | Latino  | Natura, viaggio                                                     | Il carme celebra la figura di Alessandro III come un cacciatore spirituale che sconfigge i nemici della fede. Si descrivono le forze negative, come il serpente che diffonde l'errore, ma vengono sconfitte dalla grazia divina. Il testo evoca un’azione decisiva contro le minacce spirituali che turbano l'armonia della Chiesa. |
| CB 054    | Omne genus demoniorum                            | -                         | Latino  | Demonologia                                                         | Il carme è un esorcismo potente contro i demoni e le forze oscure, invocando il potere divino e i simboli sacri come i tre magi e il re David per allontanare il male. Viene espressa una condanna per le forze demoniache che disturbano l’uomo, invocando il giorno del giudizio e la salvezza eterna. Si sottolinea la vittoria finale della luce e della verità sul caos e l'errore. |
| CB 055    | Amara tanta tyri                                 | -                         | Latino  | Dolore, condanna                                                    | Il carme risulta difficile da interpretare direttamente a causa del suo linguaggio criptico e della presenza di termini che sembrano non appartenere a una lingua comune o classica riconosciuta. |

### Carmina amatoria (56-186)
Questa sezione raccoglie poesie d'amore, molte delle quali ispirate alla lirica cortese ma con una forte componente sensuale e carnale. L’amore è descritto nelle sue molteplici sfaccettature: dalla passione travolgente al desiderio fisico, dalla gioia alla sofferenza. I poeti non si limitano a idealizzare l’amore, ma ne esplorano anche gli aspetti più terreni e umani.

- 56-70: I primi componimenti celebrano l'amore giovanile, spesso in contesti primaverili, con immagini di natura rigogliosa che fanno da sfondo alla passione nascente.[8]
- 71-87: In questa parte si sviluppa il tema dell’amore come gioco e competizione tra uomini e donne, con toni a volte ironici e maliziosi.[9]
- 88-100: Qui si trovano poesie che esaltano il desiderio e il piacere sensuale, talvolta con accenti più espliciti e audaci rispetto alle sezioni precedenti.[10]
- 101-122a: Questi carmina esplorano il lato più malinconico dell’amore: il tradimento, l’attesa e la sofferenza causata dalla lontananza dell’amata.[11]
- 123-154: L’amore cortese si mescola al realismo della vita quotidiana, con poemi che raccontano incontri segreti e relazioni proibite.[12]
- 155-186: L’ultima parte della sezione culmina con un’esaltazione dell’amore come esperienza totalizzante, che può condurre sia alla felicità che alla rovina.[13]

| Codice CB | Titolo                                    | Autore | Lingua             | Temi                                 | Descrizione |
| --------- | ----------------------------------------- | ------ | ------------------ | ------------------------------------ | --- |
| CB 056    | Ianus annum circinat                      | -      | Latino             | Tempo, ciclicità                     | Un inno all'amore e alla primavera. Il tempo ciclico segna il passaggio delle stagioni, e l'amore trionfa su tutto. Il poeta descrive l’incontro con una donna dalla bellezza divina, diversa da tutte le altre. L’amore lo consuma, ma è anche la sua gioia suprema. Invoca Venere e Cupido, chiedendo grazia e favore. |
| CB 057    | Bruma, veris emula                        | -      | Latino             | Stagioni, contrasto                  | Un contrasto tra inverno e primavera: la natura si risveglia e gli elementi si uniscono grazie all’amore. Hymeneus, dio del matrimonio, garantisce l’armonia. Il carme rievoca il mito di Proserpina e le forze cosmiche che regolano la vita. Il sole nei Pesci simboleggia abbondanza e cambiamento. |
| CB 058    | Iam ver oritur                            | -      | Latino             | Primavera, rinascita                 | La primavera si manifesta con il canto degli uccelli, tra cui l’usignolo che rievoca il mito di Tereo e Filomela. La natura è in festa: gli dei e le creature mitologiche danzano. Viene descritto un corteo di uccelli, ognuno con caratteristiche simboliche. L’armonia della natura porta gioia e celebra l’arrivo del tempo felice. |
| CB 059    | Ecce, chorus virginum                     | -      | Latino             | Danza, giovinezza                    | Un gruppo di vergini si riunisce per celebrare Venere in una valle fiorita. L’ambiente idilliaco è accompagnato dal canto degli uccelli. Si dibatte se l’amore casto sia superiore a quello passionale, e si conclude che l’amore puro è più felice. La celebrazione della bellezza e della gioia amorosa è il tema centrale. |
| CB 060    | Captus amore gravi                        | -      | Latino             | Amore, passione                      | Un lamento d’amore. Il poeta si paragona a un uccello prigioniero e soffre per una donna che lo respinge. La passione si trasforma in dolore, e la donna viene accusata di infedeltà. Il poeta si sente tradito e invoca Venere per aiutarlo a superare la sofferenza. |
| CB 060a   | Cupido mentem gyrat                       | -      | Latino             | Cupido, desiderio                    | Un’ode all’amore carnale e alla passione. Cupido agisce sul cuore dell’amante, che desidera un bacio dalla donna amata. La bellezza della giovane è paragonata alle stelle del mattino. Il poeta esprime il desiderio di godere del piacere amoroso, celebrando Venere come fonte di gioia. |
| CB 061    | Siquem Pieridum ditavit contio            | -      | Latino             | Muse, poesia                         | Un canto d’amore e di devozione. Il poeta, ispirato dalle Muse, esalta una donna dalla bellezza straordinaria. La sua presenza è fonte di felicità, ma l’incertezza amorosa lo tormenta. Invoca la fortuna per ottenere il suo favore, desiderando un legame eterno con lei. |
| CB 062    | Dum Diane vitrea                          | -      | Latino             | Diana, caccia                        | Un inno al sonno e al suo legame con l’amore. Viene descritto come un antidoto alle preoccupazioni e un dolce rifugio dopo le fatiche amorose. Morfeo è evocato insieme ai suoni della natura e agli effetti rilassanti che portano al riposo. Il passaggio dal piacere amoroso al sonno e viceversa viene visto come un ciclo naturale e piacevole. |
| CB 063    | Olim sudor Herculis                       | -      | Latino             | Ercole, fatica                       | Una riflessione sulla forza dell’amore e il suo potere di far dimenticare la gloria e il valore. L’autore paragona le imprese di Ercole, che aveva sconfitto mostri e pericoli, alla sua sconfitta davanti al fascino femminile. L’amore viene visto come un’esperienza che fa perdere tempo e merito, ma a cui l’innamorato non riesce a sottrarsi. Il testo si conclude con una dichiarazione di resistenza contro Venere e il desiderio di fuggire dal suo dominio.                                                                                                |
| CB 064    | Prima Cleonei tolerata                    | -      | Latino             | Ercole, Leone di Nemea               | Un elenco poetico delle dodici fatiche di Ercole, sottolineando la difficoltà e la gloria delle imprese mitologiche, dalla lotta contro il leone di Nemea fino alla discesa negli Inferi per catturare Cerbero. |
| CB 065    | Quocumque more motu                       | -      | Latino             | Movimento, destino                   | Un carme enigmatico con riferimenti astronomici e mitologici. Si menzionano vari fenomeni celesti e si intrecciano elementi di amore e desiderio. Si parla della bellezza femminile e dell’attrazione amorosa, con immagini di Venere e di Paride. L’innamorato si trova in bilico tra desiderio e timore, incerto su come procedere. |
| CB 066    | Acteon, Lampos, Erythreus et Philogeus    | -      | Latino             | Miti, cavalli                        | Una descrizione poetica delle diverse fasi del giorno, con nomi greci dati ai vari momenti della giornata. "Acteon" rappresenta l'alba, "Lampos" il mattino luminoso, "Erythreus" il mezzogiorno infuocato e "Philogeus" il tramonto. Il carme celebra il ciclo del sole e la sua influenza sulla terra. |
| CB 067    | A Globo Veteri                            | -      | Latino             | Saggezza, passato                    | Un elogio alla bellezza femminile, descrivendo una donna perfetta, creata da Natura con particolare attenzione. Viene esaltata la sua armonia fisica e il potere del suo sorriso nel conquistare gli uomini. Si conclude con la descrizione del desiderio suscitato dalla sua bellezza, che incatena l’innamorato. |
| CB 068    | Saturni sidus lividum                     | -      | Latino             | Saturno, astrologia                  | Un inno alla primavera e all’amore. Si celebra il ritorno della bella stagione, con il risveglio della natura e il rinnovarsi della passione amorosa. Il vento di Zefiro porta dolcezza, le spine e i fiori simboleggiano il piacere e il dolore dell’amore. Il carme esprime il desiderio di unione amorosa e il piacere del bacio. |
| CB 069    | Estas in exilium                          | -      | Latino             | Estate, transitorietà                | L’inverno e la tristezza che porta con sé vengono contrapposti al calore e alla vitalità dell’amore. Nonostante il gelo e la perdita del canto degli uccelli, l’amore non si spegne e anzi diventa un rifugio contro il freddo. Il poeta descrive la bellezza della sua amata e il piacere dei suoi baci. |
| CB 070    | Estatis florigero tempore                 | -      | Latino             | Estate, gioia                        | Un dialogo amoroso tra un innamorato e la sua amata. Lui le confessa il suo desiderio ardente, mentre lei si mostra prudente e dubbiosa, ponendo ostacoli. Alla fine, però, si lascia convincere e accetta l’amore. Il carme celebra l’astuzia, la pazienza e il trionfo dell’amore sulla resistenza. |
| CB 071    | Axe Phebus aureo                          | -      | Latino             | Sole, Apollo                         | Si celebra la bellezza della natura primaverile e la rinascita della vita, con immagini luminose di Febo (Apollo) e Flora. La primavera risveglia gli animi e accende il desiderio amoroso, con un riferimento al potere di Cupido. Tuttavia, emerge anche la sofferenza dell’amante diviso tra attrazione e rifiuto, desiderio e paura. |
| CB 072    | Grates ago Veneri                         | -      | Latino             | Amore, devozione                     | Il poeta ringrazia Venere per il successo in amore con una giovane vergine. Dopo un periodo di attesa e sofferenza, finalmente ottiene il suo "trofeo". Tuttavia, la ragazza esita e piange, creando un contrasto tra il desiderio maschile e la resistenza femminile, che alla fine viene superata. |
| CB 073    | Clauso Cronos                             | -      | Latino             | Tempo, chiusura                      | Un carme dedicato alla primavera e alla sua influenza sugli esseri umani e le divinità mitologiche. La stagione risveglia la passione amorosa e il desiderio proibito. Il poeta si trova in un tormento interiore, poiché ciò che è vietato risulta più desiderabile, un classico topos dell’amore cortese. |
| CB 074    | Letabundus rediit                         | -      | Latino             | Ritorno, gioia                       | Un inno alla rinascita della natura e alla gioia della giovinezza. La primavera è vista come simbolo del risveglio amoroso, con immagini di fiori, canti di uccelli e danze di ninfe e satiri. Il poeta invita a godere dell’amore e dei piaceri della vita prima che sia troppo tardi. |
| CB 075    | Omittamus Studia                          | -      | Latino             | Svago, riposo                        | Un carme che esorta ad abbandonare gli studi e a dedicarsi ai piaceri della giovinezza, perché il tempo passa velocemente. Si critica la vecchiaia e la serietà della vita adulta, contrapponendola all’istinto naturale dei giovani verso il divertimento e l’amore. |
| CB 076    | Dum caupona verterem                      | -      | Latino             | Taverna, spensieratezza              | Una narrazione in prima persona: un giovane, dopo aver bevuto in una locanda, si ritrova vicino al tempio di Venere e desidera entrare. Dopo una serie di dialoghi con una donna, riesce a incontrare la dea dell’amore e ottiene il suo favore. Tuttavia, dopo aver goduto del piacere, finisce impoverito, lasciando una morale sul costo del desiderio. |
| CB 077    | Si linguis angelicis                      | -      | Latino             | Sapienza, virtù                      | Un carme più spirituale e filosofico: il poeta riflette sull’amore e sul suo valore, paragonandolo a un’esperienza quasi mistica. Si fa riferimento a una donna ideale, paragonata a una stella luminosa, e si descrive il tormento di un amore impossibile o non corrisposto. |
| CB 078    | Anni novi rediit novitas                  | -      | Latino             | Nuovo anno, rinnovamento             | Il carme celebra il ritorno della primavera e la fine dell'inverno. Il poeta è tormentato dall'amore per una fanciulla. Venere lo ha ferito con le sue frecce e Cupido ha acceso il suo desiderio. Il poeta anela a un bacio della fanciulla amata e desidera che i loro cuori diventino uno |
| CB 079    | Estivali sub fervore                      | -      | Latino             | Estate, calore                       | Il poeta, riposando sotto un albero in un prato, incontra una pastorella di straordinaria bellezza . Dichiarandosi non un predatore ma un amante, si offre a lei, esaltandone la bellezza superiore a Flora. La pastorella rifiuta le avances, adducendo il timore dei suoi genitori severi e della reazione spropositata di sua madre, invitando il poeta a desistere |
| CB 080    | Estivali gaudio                           | -      | Latino             | Estate, festa                        | Il carme celebra la gioia estiva e il risveglio della natura. Venere spinge all'amore e i cori di giovani gioiscono. I prati si adornano di fiori e la gioia si diffonde tra gli amanti. Il ritornello esalta le gioie dell'amore condiviso e la fine dell'inverno |
| CB 081    | Solis iubar nituit                        | -      | Latino             | Sole, luce                           | Il carme celebra il ritorno del sole e della primavera. La natura si risveglia e la gioia si diffonde. Il ritornello invita tutti a cantare e danzare con gioia. |
| CB 082    | Frigus hinc est horridum                  | -      | Latino             | Inverno, gelo                        | Il carme contrappone l'inverno rigido alla primavera fiorita. La terra diventa fertile e si riempie di fiori. Il carme esalta l'amore e afferma che i chierici sanno amare le vergini più dei soldati. Critica i soldati e celebra l'amore dei chierici. |
| CB 083    | Sevit aure spiritus                       | -      | Latino             | Vento, natura                        | Il carme descrive l'amore sensuale per Flora. Il poeta si abbandona ai piaceri fisici con la sua amata, esaltandone la bellezza e la tenerezza. Temendo che Giove possa desiderare Flora, il poeta fantastica sulle possibili metamorfosi che il dio potrebbe assumere per sedurla |
| CB 084    | Dum prius inculta                         | -      | Latino             | Natura, fertilità                    | Il carme descrive un incontro amoroso in un ambiente naturale. Il poeta vede Fillide sotto un tiglio e se ne innamora. Cerca di sedurla, ma lei resiste. Alla fine, il poeta riesce a conquistarla con la forza. |
| CB 085    | Veris dulcis in tempore                   | -      | Latino             | Primavera, rinascita                 | Il carme celebra la dolcezza dell'amore in primavera. I fiori sbocciano, gli uccelli cantano e le vergini si scaldano. Il ritornello afferma che chi è privo d'amore è meno valido. Il poeta desidera baciare la sua amata in un bosco. |
| CB 086    | Non contrecto quam affecto                | -      | Latino             | Desiderio, amore                     | Il carme presenta un invito all'esperienza fisica. Esorta una fanciulla, Cecilia, a preferire la giovinezza alla vecchiaia, paragonando le qualità dei giovani a utensili agili e docili. Dopo il calore del cielo e la rugiada, i gigli bianchi emanano il loro profumo. |
| CB 087    | Amor tenet omnia                          | -      | Latino             | Amore universale                     | Il carme esplora la natura complessa e contraddittoria dell'amore. L'amore domina tutto, cambia i cuori e cerca vie nascoste. Può essere dolce come il miele o amaro come il fiele, cieco e privo di pudore. Il carme descrive l'amore come una forza che governa i giovani e cattura le vergini, escludendo la vecchiaia. L'amore è volubile, ma anche governato dall'arte e si consuma nel segreto della notte. |
| CB 088    | Amor habet superos                        | -      | Latino             | Divinità, amore                      | Questo carme celebra l'amore puro e innocente tra vergini. Il poeta si erge a custode della loro castità, preferendo questo tipo di relazione a quelle con donne considerate corrotte o già sposate. Il testo esplora il tema del piacere innocente e della purezza. Si paragona l'amore divino, come quello tra Giove e Giunone, all'amore tra le vergini. Il ritornello "Amoris solamine / virgino cum virgine; / aro non in semine, / pecco sine crimine" sottolinea la natura non fisica e senza peccato di questo amore                                          |
| CB 088a   | Iove cum Mercurio                         | -      | Latino             | Mitologia, inganno                   | Il carme descrive una nascita sotto specifiche costellazioni astrologiche. Si parla di un amore reciproco e puro, immune da inganni, che nasce sotto influenze astrali favorevoli. L'io lirico esprime il suo amore per una sola persona, sottolineando che il loro legame è determinato dai segni celesti |
| CB 089    | Nos duo boni                              | -      | Latino             | Amicizia                             | In questo carme, una giovane pastorella si distingue per la sua critica nei confronti dei pastori negligenti e avidi. Viene rimproverata per aver osato intromettersi in questioni maschili e le vengono ricordati i suoi doveri di donna. I pastori, a loro volta, si autoelogiano, presentandosi come eccellenti amministratori del gregge reale. Il carme mette in luce il contrasto tra la diligenza e l'onestà della fanciulla e la corruzione dei pastori. |
| CB 090    | Exit diluculo                             | -      | Latino             | Partenza, alba                       | Una fanciulla di campagna invita uno scolaro a unirsi a lei nei giochi mentre sorveglia il suo piccolo gregge. Questo carme presenta un quadro idilliaco della vita rurale, dove l'innocenza e la semplicità sono celebrate attraverso l'invito al gioco. |
| CB 091    | Sacerdotes, mementote                     | -      | Latino             | Religione, dovere                    | Questo carme è una forte invettiva contro i sacerdoti che si macchiano di impurità e lussuria. Li ammonisce a essere degni del loro ruolo sacrosanto e li invita a pentirsi dei loro peccati, altrimenti andranno incontro alla condanna divina. Il carme denuncia l'ipocrisia di coloro che celebrano i sacramenti pur vivendo nel peccato. Si sottolinea la necessità di purezza interiore ed esteriore per poter degnamente servire Dio |
| CB 092    | Anni parte florida                        | -      | Latino             | Stagioni, primavera                  | Il carme è un dialogo vivace tra Phyllis e Flora, due vergini, che discutono animatamente sull'amore e sulla loro preferenza tra un soldato (miles) e un chierico (clericus). Le due vergini si contendono i meriti dei loro amati, esaltandone le virtù e criticando i difetti dell'altro. La discussione verte sui valori e sugli stili di vita associati alla carriera militare e a quella ecclesiastica. Alla fine, decidono di affidare il giudizio a Cupido. Il carme offre uno spaccato interessante sulle concezioni dell'amore e della società nel Medioevo. |
| CB 093    | Hortum habet insula                       | -      | Latino             | Natura, giardino                     | Un uomo incontra una vergine in un giardino e si unisce a lei, ma la loro relazione è presto turbata da inganni e invidia. Questo carme suggerisce che anche l'amore più idilliaco può essere corrotto da forze esterne. |
| CB 093a   | Cum Fortuna voluit                        | -      | Latino             | Sorte, destino                       | Un uomo anziano riflette sulla transitorietà della giovinezza e sulla necessità di cedere il passo alle nuove generazioni. Utilizza l'immagine del rinoceronte, che si concede solo alle vergini pure, per sottolineare come la purezza e la gioventù siano qualità preziose. |
| CB 094    | Congaudentes ludite                       | -      | Latino             | Gioia, festa                         | Questo carme è un invito gioioso a celebrare l'amore e la giovinezza, contrapponendoli all'inevitabile declino della vecchiaia. Il ritornello "Audi, bel'amia, mille modos Veneris! hahi zevaleria!" incita all'esplorazione delle gioie dell'amore. |
| CB 095    | Cur suspectum me tenet domina             | -      | Latino             | Gelosia, amore                       | Un uomo si difende con passione dalle accuse della sua amata, giurando la sua innocenza e proclamando di preferire una povertà onesta a una ricchezza corrotta. Il carme esprime un forte senso di integrità morale e un rifiuto di compromessi. |
| CB 096    | Iuvenes amorifer                          | -      | Latino             | Gioventù, amore                      | Questo carme è un incitamento all'amore e al piacere tra giovani e vergini, ispirato dal canto degli uccelli. Il ritornello "O vireat, o floreat, o gaudeat in tempore iuventus!" celebra la vitalità e la gioia della gioventù. |
| CB 097    | O Antioche, cur decipis me                | -      | Latino             | Inganno, politica                    | Il carme narra la storia travagliata di Apollonio e di sua figlia Tharsia, ricca di colpi di scena, tra cui naufragi, rapimenti, vendite e, infine, il ricongiungimento. La storia mette in luce temi come la perseveranza, la fortuna e la forza dei legami familiari. |
| CB 098    | Troie post excidium                       | -      | Latino             | Troia, distruzione                   | Il carme racconta l'incontro fatale tra Enea e Didone a Cartagine, l'amore appassionato che sboccia tra loro e il tragico epilogo, con il suicidio di Didone a causa dell'abbandono di Enea. Il carme esplora i temi dell'amore, della passione, del destino e del dolore. |
| CB 099    | Superbi Paridis leve iudicium             | -      | Latino             | Paride, guerra di Troia              | Questo carme ripercorre brevemente le storie di Paride, Elena, Enea e Didone, figure emblematiche dell'amore e della tragedia. Sottolinea come l'amore possa essere fonte sia di immensa gioia che di profondo dolore. |
| CB 099a   | Armat amor Paridem                        | -      | Latino             | Amore, guerra                        | Paride si arma con l'amore, rapisce Elena e questo atto scatena una guerra. |
| CB 099b   | Prebuit Eneas                             | -      | Latino             | Morte, eroismo                       | Enea è causa della morte di Didone, che si toglie la vita con la spada dell'eroe troiano. |
| CB 100    | Oh decus, o Lybie regnum                  | -      | Latino             | Cartagine, gloria                    | Questo carme è un lamento disperato di Didone per l'abbandono subito da Enea e per il funesto destino che incombe su Cartagine. Il carme esprime la sofferenza, il dolore e la rabbia di una regina tradita e abbandonata al suo destino. |
| CB 101    | Pergama flere volo                        | -      | Latino             | Rovina, pianto, memoria storica      | Questo carme è un lamento sulla distruzione di Troia, città un tempo potente, ora ridotta in rovina. Il testo include riferimenti a figure chiave come Paride, responsabile del ratto di Elena, e alla conseguente guerra di Troia. Il carme esplora temi di dolore, devastazione e le conseguenze nefaste della lussuria e della guerra, culminando nel lamento di Ecuba, regina di Troia, di fronte alla distruzione e alla perdita. Il carme riflette sulla caducità della grandezza e sulla natura inesorabile del destino.                                       |
| CB 102    | Fervet amore Paris                        | -      | Latino             | Passione, amore, desiderio           | Questo carme narra gli eventi che portano alla guerra di Troia, concentrandosi sul rapimento di Elena da parte di Paride . Elena abbandona il marito, Atride, per seguire Paride, scatenando l'ira dei Greci. Il carme descrive i preparativi per la guerra, l'assedio di Troia e la famosa astuzia del cavallo di Troia che porta alla caduta della città. Il carme si conclude con le successive peregrinazioni di Enea, sottolineando come la guerra e la distruzione portino a nuove lotte e sfide                                                                |
| CB 103    | Eia dolor!                                | -      | Latino             | Dolore, sofferenza, lamento          | Questo carme è un lamento amoroso in cui il poeta si rivolge a una vergine, paragonandola a Tyndaride (Elena) e implorandola di favorire il suo amore come Paride fece con Elena . Il poeta si sente consumato dalla passione, descrivendo come Venere (dea dell'amore) e Cupido (dio dell'amore) lo tormentino. Il carme esprime il desiderio del poeta di essere liberato dalla sofferenza amorosa e di trovare conforto nell'amore della vergine |
| CB 104    | Egre fero quod egroto                     | -      | Latino             | Malattia, sofferenza, rassegnazione  | In questo carme, un uomo anziano esprime il suo desiderio e la sua passione per Venere, lamentando come l'amore lo consumi nonostante la sua età . L'uomo si sente intrappolato in un ciclo di desiderio e sofferenza, incapace di resistere al potere di Venere. Il carme esplora il tema dell'amore senile e la difficoltà di controllare le passioni, anche in età avanzata |
| CB 104a   | Non honor est                             | -      | Latino             | Onore, disillusione, valori          | Questo breve distico sottolinea l'importanza di sposarsi con qualcuno di pari livello sociale . Il carme suggerisce che l'unione tra persone di diversa condizione può portare a infelicità e problemi sociali |
| CB 105    | Dum curata vegetarem                      | -      | Latino             | Guarigione, ripresa, vita            | In questo carme, Cupido appare in sogno lamentando la perdita delle vere arti amatorie insegnate da Ovidio e deplorando come i misteri di Venere siano stati profanati e resi pubblici . Cupido si lamenta della corruzione dei costumi moderni e della mancanza di vera comprensione dell'amore. Il carme riflette sulla nostalgia per un passato in cui l'amore era considerato un'arte nobile e sacra |
| CB 106    | Veneris vincula                           | -      | Latino             | Amore, desiderio, passione           | Il poeta si dichiara legato dalle catene di Venere e consumato dal desiderio per Flora . Esplora la natura mutevole dell'amore e invoca Flora affinché riconosca la sua sofferenza. Il carme descrive l'amore come una forza potente e imprevedibile, capace di trasformare e tormentare l'amante |
| CB 107    | Dira vi amoris teror                      | -      | Latino             | Amore tormentato, paura, passione    | Il poeta, terrorizzato dalla forza dell'amore, invoca una vergine affinché lo aiuti, descrivendola come un giglio virginale e una stella splendente . Il carme esprime la paura e la vulnerabilità dell'amante di fronte alla potenza dell'amore, cercando rifugio nella purezza e nella castità |
| CB 108    | Vacillantis trutine                       | -      | Latino             | Incertezza, indecisione, destino     | Il poeta è combattuto tra la ragione (Ratio) e l'amore (Amor), simboleggiato dal desiderio per Florula . La ragione lo invita allo studio, ma l'amore lo attrae con le sue lusinghe. Il carme esplora il conflitto interiore tra dovere e piacere, tra saggezza e passione, riflettendo sulla difficoltà di trovare un equilibrio nella vita |
| CB 109    | Multiformi succendente                    | -      | Latino             | Mutamento, tempo, trasformazione     | Questo carme descrive un uomo tormentato dalle pene d'amore e dal rifiuto della sua amata, paragonando la sua situazione a quella di Apollo e Dafne . Il poeta si lamenta del fatto che la sua amata preferisca un altro e si sente morire a causa del suo amore non corrisposto. Il carme esprime la frustrazione e la disperazione dell'amante respinto |
| CB 110    | Quis furor est in amore!                  | -      | Latino             | Amore, follia, passione              | Il poeta descrive la follia dell'amore e come questo lo trasformi, portando turbamento nel suo cuore. Il carme esplora il potere dell'amore di sconvolgere la mente e il corpo, portando l'amante a comportarsi in modo irrazionale |
| CB 111    | O comes amoris dolor                      | -      | Latino             | Dolore, amore, nostalgia             | Questo carme è un lamento sulla sofferenza causata dall'amore non corrisposto per una donna eccezionale, lodata per la sua bellezza e purezza. Il poeta si lamenta del fatto che la sua amata lo disprezzi e che non ricambi il suo amore. Il carme esprime la solitudine e la tristezza dell'amante non corrisposto |
| CB 112    | Dudum voveram                             | -      | Latino             | Voto, promessa, dedizione            | Il poeta, che aveva promesso di allontanarsi dall'amore, si ritrova nuovamente prigioniero di Venere e si lamenta della sua condizione . Il carme esplora la difficoltà di resistere alle tentazioni dell'amore e la fragilità delle promesse fatte in passato |
| CB 112a   | Div mich singen tuot                      | -      | Medio alto tedesco | Musica, espressione, sentimento      | Questo breve lamento in tedesco esprime il dolore del poeta e invoca una donna affinché gli sia favorevole, sentendosi bruciato dalla passione |
| CB 113    | Transit nix et glacies                    | -      | Latino             | Tempo, fugacità, natura              | Il poeta descrive il risveglio della primavera e come questo alimenti il suo amore, nonostante la sofferenza causata dal rifiuto della sua amata. Il carme esplora il legame tra la natura e l'amore, e la difficoltà di trovare gioia quando si è afflitti dal dolore amoroso |
| CB 113a   | Vvaz ist fur daz senen guot               | -      | Medio alto tedesco | Desiderio, nostalgia, amore          | Questo breve frammento in tedesco in cui una donna si interroga sul desiderio che prova per un uomo |
| CB 114    | Tempus accedit floridum                   | -      | Latino             | Primavera, rinascita, natura         | Il poeta celebra l'arrivo della primavera e si lamenta della mancanza di conforto nel suo cuore, implorando una vergine di ascoltare la sua miseria. Il carme esprime il contrasto tra la gioia della natura e il dolore dell'amore non corrisposto |
| CB 114a   | Der al der werlt ein meister si           | -      | Medio alto tedesco | Sapienza, guida, maestro             | Questo breve frammento in tedesco in cui il poeta esprime gratitudine per il conforto ricevuto da una donna |
| CB 115    | Nobilis mei miserere precor!              | -      | Latino             | Supplica, amore, dolore              | Il poeta implora una nobile donna di avere pietà di lui, descrivendo come la sua bellezza lo stia uccidendo. Il carme esprime l'ammirazione e il desiderio del poeta per la donna amata, sentendosi sopraffatto dalla sua bellezza |
| CB 115a   | Edile vrowe min                           | -      | Medio alto tedesco | Amore, supplica, devozione           | Questo breve frammento in tedesco in cui il poeta implora una donna di riconoscere il suo amore, sentendosi consumato dal suo splendore. |
| CB 116    | Sic mea fata canendo solor                | -      | Latino             | Destino, musica, consolazione        | Il poeta si lamenta del dolore che affligge il suo cuore a causa dell'amore, desiderando la felicità con la persona amata. Il carme esprime la sofferenza e il desiderio dell'amante, sperando di trovare conforto e gioia nell'amore |
| CB 117    | Lingua mendax et dolosa                   | -      | Latino             | Inganno, menzogna, malizia           | Il poeta si difende dalle accuse di essere un ingannatore e giura fedeltà alla sua amata, esaltandone la bellezza. Il carme esprime l'innocenza del poeta e il suo impegno verso l'amata. |
| CB 118    | Doleo quod nimium                         | -      | Latino             | Dolore, rimpianto, eccesso           | Il poeta si lamenta dell'esilio e della sofferenza causati dall'amore, esprimendo il desiderio di un bacio dalla sua amata. Il carme include frasi in francese antico, che aggiungono un tono di malinconia e nostalgia |
| CB 119    | Dulce solum natalis patrie                | -      | Latino             | Patria, nostalgia, amore             | Il poeta si prepara a lasciare la sua terra natale a causa della rabbia dell'amore, riconoscendo la miseria che esso porta. Il carme esprime il dolore e la perdita dell'amante costretto a separarsi dalla sua terra e dai suoi affetti |
| CB 119a   | Semper ad omne                            | -      | Latino             | Eternità, impegno, fedeltà           | Questo breve distico sottolinea l'importanza della misura in tutte le cose |
| CB 120    | Rumor letalis                             | -      | Latino             | Pericolo, morte, notizie             | Il poeta si lamenta delle maldicenze e delle voci che diffamano la sua amata, esortandola alla cautela. Il carme esprime la preoccupazione e la gelosia dell'amante, desideroso di proteggere la reputazione della sua amata |
| CB 120a   | Vincit Amor quemque                       | -      | Latino             | Amore, ineluttabilità, passione      | Questo breve detto afferma che "L'amore vince tutti, ma non è mai vinto" |
| CB 121    | Tange sodes citharam                      | -      | Latino             | Musica, invito, arte                 | Il poeta celebra il suo nuovo amore, denigrando la precedente amante e lodando le virtù della nuova. Il carme esprime la gioia e la leggerezza dell'amante, pronto a dimenticare il passato e a godersi il presente |
| CB 121a   | Non est crimen amor                       | -      | Latino             | Amore, giustizia, morale             | Questo breve detto afferma che "Non è un crimine l'amore, perché, se fosse un peccato amare, Dio stesso non vorrebbe legare le cose divine con l'amore" |
| CB 122    | Expirante primitivo                       | -      | Latino             | Fine, origine, tempo                 | Questo carme è un lamento sulla morte di un re, che priva il mondo di virtù e splendore. Il carme esprime il dolore e la perdita causati dalla morte del sovrano, sottolineando il suo valore e la sua importanza per il regno. |
| CB 122a   | Vite presentis                            | -      | Latino             | Vita, tempo, fugacità                | "Se paragono le gioie della vita presente ai venti, poiché nessuno dei due dura, nessuno si preoccupi di criticare!". Questo breve detto riflette sulla transitorietà della vita e delle sue gioie. |
| CB 123    | Versa est in luctum cithara Waltheri      | -      | Latino             | Lutto, musica, morte                 | Lamenta la corruzione dei giudici ecclesiastici e la decadenza morale del clero, paragonando la situazione a una notte oscura. Invoca un intervento divino |
| CB 123a   | Ludit in humanis                          | -      | Latino             | Fortuna, destino, gioco              | Riflette sull'inaffidabilità della fortuna e la precarietà del presente, citando Ovidio |
| CB 124    | Dum Philippus moritur                     | -      | Latino             | Morte, storia, lutto                 | Lamenta la corruzione e la perdita di valori dopo la morte di Filippo, sottolineando la trasgressione della fede e l'assenza di ragione |
| CB 125    | Ante Dei vultum                           | -      | Latino             | Fede, giudizio, divinità             | Afferma che nessuna azione malvagia rimane impunita davanti a Dio ed esalta la beatitudine di chi contempla le gioie celesti |
| CB 126    | Huc usque me miseram!                     | -      | Latino             | Dolore, disperazione, destino        | Descrive la situazione di una giovane donna che ha nascosto la sua gravidanza, ma ora affronta la vergogna e il biasimo. Soffre per l'assenza del suo amante |
| CB 127    | Deus pater adiuva                         | -      | Latino             | Fede, preghiera, speranza            | Un individuo invoca l'aiuto divino di fronte alla morte imminente, considerando di farsi monaco. Discute sui rigori della vita monastica e decide di rimandare la decisione |
| CB 128    | Remigabat naufragus                       | -      | Latino             | Naufragio, difficoltà, sopravvivenza | Narra di un naufrago soccorso da due giovani che gli indicano la via per il porto, salvandogli la vita |
| CB 129    | Exul ego clericus                         | -      | Latino             | Esilio, religione, solitudine        | Un chierico esiliato lamenta la sua povertà e chiede sostegno per poter studiare e partecipare alle funzioni religiose |
| CB 130    | Olim lacus colueram                       | -      | Latino             | Decadenza, fortuna                   | Un cigno, trasformato in cibo arrostito, lamenta la sua sorte, preferendo la vita libera nell'acqua |
| CB 131    |                                           |        |                    |                                      | La Verità, la Carità e la Giustizia sono invocate e interrogate sul perché si trovino in un mondo di ipocrisia e peccato |
| CB 131a   |                                           |        |                    |                                      | Critica la corruzione e l'avidità nella Curia papale, dove la giustizia è soppressa e venduta. Denuncia la corruzione dei funzionari ecclesiastici |
| CB 132    | Iam vernali tempore                       | -      | Latino             | Primavera, rinascita                 | Celebra il ritorno della primavera con immagini vivide della natura che si risveglia, descrivendo il canto degli uccelli, i suoni degli animali e la fertilità della terra |
| CB 133    | Hic volucres celi referam sermone fideli  | -      | Latino             | Natura, uccelli                      | Elenca i nomi di diversi uccelli |
| CB 134    | Nomina paucarum sunt hic socianda ferarum | -      | Latino             | Animali, simbolismo                  | Elenca i nomi di diversi animali selvatici |
| CB 135    | Cedit hiems tua durities                  | -      | Latino             | Inverno, primavera                   | Descrive la fine dell'inverno e l'arrivo della primavera, con la rinascita della natura e l'invito all'amore |
| CB 135a   | Der starche winder hat uns uerlan         | -      | Tedesco            | Inverno, cambiamento                 | Esprime gioia per la fine dell'inverno e la bellezza dell'estate |
| CB 136    | Omnia sol temperat                        | -      | Latino             | Sole, armonia                        | Celebra la primavera come tempo di amore e gioia, esortando alla fedeltà e alla costanza |
| CB 136a   | Solde ih noch den tach geleben            | -      | Tedesco            | Vita, destino                        | Desidera vivere il giorno in cui potrà ricevere gioia dalla sua amata |
| CB 137    | Ver redit optatum                         | -      | Latino             | Primavera, rinascita                 | Celebra il ritorno della primavera e invita i giovani a godere dei piaceri della natura e dell'amore |
| CB 137a   | Springerwir den reigen                    | -      | Tedesco            | Danza, festa                         | Esprime gioia per l'arrivo di maggio e la bellezza dei fiori |
| CB 138    | Veri leta facies                          | -      | Latino             | Primavera, gioia                     | Descrive la gioia della primavera, con la natura che rinasce e l'amore che pervade ogni cosa, invitando tutti a partecipare alla celebrazione |
| CB 138a   | In liehter varwe                          | -      | Tedesco            | Colori, rinascita                    | Celebra la bellezza della primavera e il canto degli uccelli |
| CB 139    | Tempus transit horridum                   | -      | Latino             | Tempo, inverno                       | Esprime il desiderio di godere dell'amore e della gioia nel tempo presente, riconoscendo la natura fugace della giovinezza |
| CB 139a   | Zergangen ist der winder chalt            | -      | Tedesco            | Freddo, transizione                  | Esprime gioia per la fine dell'inverno e l'amore di una donna |
| CB 140    | Terra iam pandit gremium                  | -      | Latino             | Natura, fertilità                    | Celebra il risveglio della natura in primavera, invitando a godere dei piaceri dell'amore e della compagnia |
| CB 140a   | Nu suln wir alle froude han               | -      | Tedesco            | Gioia, festa                         | Invita alla gioia e alla danza per celebrare la primavera |
| CB 141    | Florent omnes arbores                     | -      | Latino             | Natura, alberi                       | Descrive il contrasto tra la gioia della primavera e la difficoltà di conquistare una donna |
| CB 141a   | Div heide gruonet vnde der walt           | -      | Tedesco            | Verde, rinascita                     | Celebra la primavera e il canto degli uccelli |
| CB 142    | Tempus adest floridum                     | -      | Latino             | Primavera, fiori                     | Invita a godere della primavera e dell'amore, con un riferimento al mito di Elena e Paride |
| CB 142a   | Ih solde eines morgenes gan               | -      | Tedesco            | Mattino, speranza                    | Narra l'incontro con una fanciulla in un prato |
| CB 143    | Ecce gratum et optatum                    | -      | Latino             | Primavera, festa                     | Celebra il ritorno della primavera e invita a godere dei piaceri dell'amore sotto il dominio di Cupido |
| CB 143a   | Ze niwen vrouden stat min muot            | -      | Tedesco            | Gioia, speranza                      | Una donna esprime la sua gioia per l'amore di un cavaliere |
| CB 144    | Iam iam virent prata                      | -      | Latino             | Natura, prati                        | Invita a celebrare la primavera e l'amore, unendosi a Venere per evitare la tristezza |
| CB 144a   | Ich han gesehen                           | -      | Tedesco            | Esperienza, osservazione             | Esprime gioia per la bellezza della natura |
| CB 145    | Musa venit carmine                        | -      | Latino             | Poesia, ispirazione                  | Invita a cantare in lode della primavera, descrivendo la bellezza della natura e il canto degli uccelli |
| CB 145a   | Uvere div werlt alle min                  | -      | Tedesco            | Possesso, desiderio                  | Desidera avere il re d'Inghilterra tra le sue braccia |
| CB 146    | Tellus flore vario vestitur               | -      | Latino             | Natura, colori                       | Descrive la bellezza di una donna e il desiderio di amore |
| CB 146a   | Nahtegal, sing einen don mit sinne        | -      | Tedesco            | Usignolo, musica                     | Invoca l'usignolo affinché canti alla sua regina, esprimendo il suo amore e la sua devozione |
| CB 147    | Si de more cum honore                     | -      | Latino             | Tradizione, rispetto                 | Riflette sulla vanità dell'amore e sulla condizione di poeta, diviso tra il desiderio di gioia e la consapevolezza della sofferenza |
| CB 147a   | Sage, daz ih dirs iemmer lone             | -      | Tedesco            | Riconoscenza, fedeltà                | Chiede informazioni su un uomo amato, esprimendo il desiderio di sapere se è felice |
| CB 148    | Floret tellus floribus                    | -      | Latino             | Fiori, natura                        | Invita a celebrare l'amore con la protezione di Venere e Cupido |
| CB 148a   | Nu sin stolz vnde hovisch                 | -      | Tedesco            | Orgoglio, nobiltà                    | Invita ad essere orgogliosi e cortesi, con riferimento alle frecce di Venere |
| CB 149    | Floret silva nobilis                      | -      | Latino             | Foresta, splendore                   | Lamenta l'assenza dell'amato e la solitudine, con un riferimento alla bellezza della natura |
| CB 150    | Redivivo vernat flore                     | -      | Latino             | Rinascita, natura                    | Celebra il ritorno della primavera e invita i giovani a seguire l'amore, lodando la gioia e la dolcezza |
| CB 150a   | Ich pin cheiser ane chrone                | -      | Tedesco            | Re, potere                           | Si definisce un imperatore senza corona né terra, esprimendo gioia per l'amore di una donna |
| CB 151    | Virent prata hiemata                      | -      | Latino             | Prati, inverno                       | Descrive la gioia della primavera, il canto degli uccelli e l'amore tra i giovani, esprimendo il desiderio di una donna in particolare |
| CB 151a   | So wol dir, meine, wie du scheidest       | -      | Tedesco            | Addio, destino                       | Celebra la bellezza di maggio e la varietà dei colori della natura |
| CB 152    | Estas non apparuit                        | -      | Latino             | Estate, assenza                      | Afferma che l'estate non è mai stata così bella, esaltando il canto degli uccelli e la potenza dell'amore |
| CB 152a   | Ich gesach den sumer nie                  | -      | Tedesco            | Estate, attesa                       | Esprime gioia per la bellezza dell'estate e il canto degli uccelli |
| CB 153    | Tempus transit gelidum                    | -      | Latino             | Tempo, gelo                          | Descrive il rinnovamento del mondo in primavera, il canto degli uccelli e il gioco delle vergini, confessando di essere stato vinto da Amore e di amare una donna con cui ha stretto un patto |
| CB 153a   | Vrowe, ih pin dir undertan                | -      | Tedesco            | Devozione, amore                     | Si dichiara sottomesso a una donna e desidera godere del suo amore |
| CB 154    | Est Amor alatus                           | -      | Latino             | Amore, leggerezza                    | Descrive Amore come un fanciullo alato e armato di frecce, e elenca i cinque modi in cui ci uniamo all'amore: vista, colloquio, tatto, bacio e atto sessuale |
| CB 155    | Quam pulchra nitet facie                  | -      | Latino             | Bellezza, ammirazione                | Descrive la bellezza di una donna che attrae il cuore, paragonandola a figure mitologiche e bibliche per la sua avvenenza. Il carme esprime il desiderio e la sofferenza amorosa del poeta, che si sente consumato dal fuoco della passione |
| CB 155a   | Si ist schouner den urowe Dido was        | -      | Tedesco            | Bellezza, mitologia                  | In tedesco, esalta una donna superando in bellezza figure come Didone, Elena, Pallade ed Ecuba, sottolineando la sua ricchezza di virtù |
| CB 156    | Salve ver optatum                         | -      | Latino             | Primavera, saluto                    | Celebra l'arrivo della primavera, descrivendo la natura che si risveglia e l'amore che divampa nei cuori . Invoca una fanciulla di nome Phyllis affinché curi il suo ardore amoroso |
| CB 157    | Lucis orto sidere                         | -      | Latino             | Stella, luce                         | Narra l'incontro con una vergine pastorella, che custodisce il gregge . Un lupo rapisce una pecora e la fanciulla promette la sua mano a chi la salverà. Il poeta interviene, uccide il lupo e riporta indietro la pecora |
| CB 158    | Vere dulci mediante                       | -      | Latino             | Primavera, dolcezza                  | Descrive l'incontro con una vergine in un dolce paesaggio primaverile . La ninfa fugge spaventata, ma il poeta la raggiunge e la sopraffà. La fanciulla teme la reazione dei suoi familiari se la vicenda venisse scoperta |
| CB 159    | Veris dulcis in tempore                   | -      | Latino             | Stagioni, rinascita                  | Celebra l'amore in primavera, con alberi in fiore e canti di uccelli . Chi non ama in questo tempo è considerato vile. Il poeta desidera baciare la sua amata in un bosco |
| CB 160    | Dum estas inchoatur                       | -      | Latino             | Estate, inizio                       | Lamenta di essere ferito dall'amore per una fanciulla durante l'estate |
| CB 161    | Ab estatis foribus                        | -      | Latino             | Estate, cambiamento                  | L'amore saluta dall'inizio dell'estate, la terra si trasforma con i fiori . Chi non ha Venere, perde la giovinezza. Tutti celebrano il giorno della nascita del mondo in primavera |
| CB 161a   | Diu werlt frovt sih uber als              | -      | Tedesco            | Mondo, gioia                         | Il mondo gioisce per l'estate, si sentono i canti degli uccelli e i prati fioriscono . Il bosco è verde e invita alla gioia |
| CB 162    | O consocii, quid vobis videtur?           | -      | Latino             | Amicizia, opinioni                   | Invita i compagni a unirsi ai festeggiamenti per l'arrivo di Venere e delle Driadi . Venere preferisce Bacco a Nettuno e premia gli studenti che amano e sanno farsi amare. Invita tutti a seguire i segni di Venere ed esclude chi non comprende l'arte dell'amore |
| CB 162a   | Svoziv vrowe min                          | -      | Tedesco            | Amore, devozione                     | In tedesco, invoca una donna affinché lo lasci godere del suo amore, perché lei è la luce dei suoi occhi . Venere vuole colpirlo, quindi chiede alla regina di farlo godere del suo amore |
| CB 163    | Longa spes et dubia                       | -      | Latino             | Speranza, incertezza                 | Descrive una speranza lunga e incerta, mista a timore, che causa dolore . Il poeta ama una donna più di ogni altra cosa al mondo, una bellezza che supera qualsiasi descrizione. Si sente ferito e confuso dall'amore |
| CB 163a   | Eine wunnechliche stat                    | -      | Tedesco            | Meraviglia, città                    | In tedesco, descrive un incontro in un luogo incantevole con fiori e erba verde, dove accade qualcosa di spiacevole |
| CB 164    | Ob amoris pressuram                       | -      | Latino             | Amore, sofferenza                    | Sotto la pressione dell'amore, cerca una cura per un amante sofferente . Per guarire, deve affrettarsi alla presenza di Corinna, piena di dolcezza e bellezza. Descrive le qualità fisiche della donna amata. Il poeta fantastica di giacere con lei |
| CB 164a   | Ih wolde gerne singen                     | -      | Tedesco            | Musica, desiderio                    | In tedesco, esprime il desiderio di cantare e portare gioia al mondo se potesse conquistare la donna che serve . L'amore lo tormenta, ma spera ancora |
| CB 165    | Amor telum est insignis Veneris           | -      | Latino             | Amore, Cupido                        | L'amore è un dardo di Venere, che sconvolge la mente e affligge gli amanti . Il poeta si sottomette a Venere chiedendo protezione. Descrive l'odore soave della sua amata e il suo aspetto incantevole. Invita a cantare e ballare in onore di Venere e della donna amata |
| CB 165a   | Mir ist ein wip sere                      | -      | Tedesco            | Amore, dolore                        | In tedesco, una donna è entrata profondamente nel suo cuore, e lui ha sentito parlare della sua completa virtù . Il suo bel corpo gli ha dato molta gioia. Se potesse vivere secondo il suo volere, giacerebbe con lei |
| CB 166    | Iam dudum Amoris militem                  | -      | Latino             | Amore, guerra                        | Si dichiara soldato d'amore, sottomettendosi al suo volere . Non si tirerà indietro di fronte alle difficoltà. Vuole che lei lo sappia magnanimo |
| CB 166a   | Solde auer ich mit sorgen iemmer leben    | -      | Tedesco            | Sofferenza, destino                  | In tedesco, lamenta che se deve vivere sempre con dolore mentre gli altri sono felici, si darà conforto e manterrà alto il suo spirito |
| CB 167    | Laboris remedium                          | -      | Latino             | Lavoro, sollievo                     | La memoria di una vergine mitiga l'esilio e porta gioia . L'assenza dell'amata lo fa ardere, ma la sua grazia è l'unico conforto. Amava teneramente una fanciulla in età tenera, senza osare chiedere nulla oltre un legame spirituale. Ora che è cresciuta, desidera unirsi a lei anche fisicamente. Vuole godere degli amplessi e svelare il significato dell'amore non a parole, ma con i fatti |
| CB 167a   | Swaz hie gat umbe                         | -      | Tedesco            | Vita, transitorietà                  | In tedesco, tutte le ragazze vogliono sposarsi durante l'estate |
| CB 168    | Annualis mea sospes sit et gaudeat!       | -      | Latino             | Festa, auguri                        | Augura felicità e gioia alla sua amata . Lei è più bella e adatta di chiunque altro al mondo. Il suo amore è un fuoco ardente, ma anche dolcezza e bontà. Venere, dea dell'amore, lo aiuta perché lui brucia per lei. Invita a lodare la sua amata, che ama e venera come una dea |
| CB 168a   | Nu grvonet auer div heide                 | -      | Tedesco            | Natura, rinnovamento                 | In tedesco, la brughiera è verde e il bosco ha belle foglie . Il freddo inverno li ha fatti soffrire entrambi. Ricorda la donna amata da cui non vorrebbe separarsi |
| CB 169    | Habet sidus leti visus                    | -      | Latino             | Destino, presagi                     | Il poeta lamenta l'oscuramento della gioia nel suo cuore . Ammira la sua amata, che brilla più di tutte le altre e la desidera unicamente. Si lamenta del tempo trascorso in solitudine e ricorda i baci rubati. La donna amata langue e non ha conforto |
| CB 169a   | Roter munt, wie du dich swachest          | -      | Tedesco            | Luna, cambiamento                    | In tedesco, si lamenta del sorriso crudele di una donna che ride del suo dolore |
| CB 170    | Quelibet succenditur vivens creatura      | -      | Latino             | Vita, passione                       | Ogni creatura vivente si accende per la gioia dell'amore . Il poeta è attratto da una vergine, creata da Dio e dalla Natura. Il suo viso è niveo, la bocca rosea come l'aurora. I suoi occhi brillano come gemme preziose e la sua bellezza supera tutte le altre |
| CB 170a   | Min vrowe Uenus ist so guot               | -      | Tedesco            | Venere, amore                        | In tedesco, Venere è così buona che sa dare gioia a chi fa la sua volontà . Lei protegge le donne e chi ha coraggio non ha paura di vegliare |
| CB 171    | De pollicito mea mens elata               | -      | Latino             | Promesse, speranza                   | La sua mente è elevata dalla promessa e vive nella speranza . Ama una sola stella, i cui baci stillano miele. In lei ride e brucia nel suo volere. L'amore eccessivo incute timore, e il timore aumenta l'ardore. Brucia nel fuoco di Venere e gode dei doni di Cerere e del nettare divino |
| CB 171a   | Vrowe, wesent vro!                        | -      | Tedesco            | Gioia, amore                         | In tedesco, invita le donne a essere felici e a consolarsi con l'estate . L'estate porta rose e gigli. L'erba cresce alta |
| CB 172    | Lude, ludat, ludite                       | -      | Latino             | Giochi, divertimento                 | Invita a giocare e a godere dei piaceri della vita . L'amore deve essere cantato con dolci melodie. Una fanciulla deve promettere amore facilmente. Deve fare ciò che le viene chiesto e una vergine lodata deve concedere ciò che viene chiesto con la preghiera |
| CB 172a   | Ich han eine senede not                   | -      | Tedesco            | Desiderio, dolore                    | In tedesco, ha un desiderio doloroso causato dal freddo inverno e dalla neve . Se arrivasse l'estate, loderebbe il suo corpo per una donna molto bella |
| CB 173    | Revirescit et florescit                   | -      | Latino             | Natura, rinnovamento                 | Il suo cuore rinasce e fiorisce di gioia . Chiede alla sua amata di donargli la sua grazia. Quando l'usignolo vola nel bosco, lui glorifica la sua amata. Soffre per lei una pena dolcissima |
| CB 173a   | Wol ir libe, div so schone                | -      | Tedesco            | Bellezza, ammirazione                | In tedesco, la sua amata vive così splendidamente come la sua signora . Porta la corona dell'onore e lui vuole servirla. Chi si oppone non otterrà mai più l'amore |
| CB 174    | Veni, veni, venias                        | -      | Latino             | Invito, passione                     | Invoca l'amata a venire e a non farlo morire . Descrive la sua bellezza, gli occhi, i capelli. È più rossa della rosa, più bianca del giglio, la più bella di tutte |
| CB 174a   | Chume, chume, geselle min                 | -      | Tedesco            | Amore, nostalgia                     | In tedesco, invita l'amato a venire perché lo aspetta ardentemente . La sua bocca dolce come una rosa lo guarisca |
| CB 175    | Pre amoris tedio                          | -      | Latino             | Amore, noia                          | Ferito dalla pena d'amore, chiede un rimedio . La sua anima sta naufragando. Invoca la fanciulla dal volto splendente di guardarlo. L'amore lo conduce alla distruzione e una scintilla gli brucia il cuore. Il suo volto lo tormenta e il suo amore lo consuma incessantemente. La prega di salvarlo dalla tempesta |
| CB 175a   | Taugen minne div ist guot                 | -      | Tedesco            | Amore, valore                        | In tedesco, l'amore segreto è buono e dà coraggio . Bisogna coltivarlo e rimproverare chi non lo fa con fedeltà |
| CB 176    | Non est in medico                         | -      | Latino             | Medicina, amore                      | Non sempre il medico può guarire un malato . La facondia dà forza alla mente sapiente |
| CB 177    | Stetit puella rufa                        | -      | Latino             | Bellezza, innocenza                  | Una fanciulla stava in piedi con una tunica rossa . Chi la toccava, la tunica scricchiolava. Stava in piedi come una rosellina e il suo volto splendeva. Scrisse l'amore su una foglia. Venere venne e offrì grande amore al suo uomo |
| CB 178    | Volo virum vivere viriliter               | -      | Latino             | Virtù, coraggio                      | Vuole vivere virilmente e amare solo se riamato . Disprezza la superbia femminile. Vuole piacere a chi desidera piacergli e essere amato per primo. Non vuole essere inferiore alla donna. Gli piace la sfrontatezza in una donna. Si pente di ciò che ha detto e si dichiara colpevole verso la sua signora. Chiede di essere punito in privato |
| CB 178a   | Ich wil den sumer gruzen                  | -      | Tedesco            | Estate, celebrazione                 | In tedesco, vuole salutare l'estate nel miglior modo possibile, perché l'inverno gli ha fatto molto male . Invita tutti a gioire dell'arrivo dell'estate e a ballare |
| CB 179    | Tempus est iocundum                       | -      | Latino             | Gioia, giovinezza                    | È tempo di gioia per le vergini e i giovani . Canta l'usignolo e lui arde d'amore. Ama un fiore di fanciulla e brucia per lei. La sua promessa lo conforta e la sua negazione lo abbatte. La sua verginità lo illude e la sua semplicità lo respinge. Invita l'usignolo a tacere e la canzone a nascere dal cuore. Invita la sua amata a venire con gioia perché sta morendo |
| CB 179a   | Einen brief ich sande                     | -      | Tedesco            | Lettere, attesa                      | In tedesco, ha mandato una lettera a una donna che lo fa restare nella sua terra . Le ha inviato silenziosamente tutto il suo cuore. La donna pura dà coraggio e chi giace con lei sta bene |
| CB 180    | O mi dilectissima!                        | -      | Latino             | Amore, passione                      | Si rivolge alla sua amata, chiedendole se legge la sua lettera . Si chiede chi sia questa fanciulla così candida, il cui volto brilla di candore e rossore. Il suo volto indica la sua nobiltà. I suoi occhi brillano come il sole e donano luce alle tenebre. Vorrebbe svelare i suoi legami verginali |
| CB 180a   | Ich wil truren varen lan                  | -      | Tedesco            | Dolore, distacco                     | In tedesco, vuole lasciare andare il dolore e andare nella brughiera . Lì vedrà lo splendore dei fiori. Invita il suo amato a venire con lui. Il dolce amore gli faccia una ghirlanda da far indossare a un uomo orgoglioso che sa servire le donne |
| CB 181    | Quam Natura ceteris                       | -      | Latino             | Natura, bellezza                     | La Natura la adorna con arte meravigliosa . Vorrebbe lodarla e la invoca a tornare per poterla ammirare. È spinto verso Venere e, se lei venisse, non gemerebbe. Chiede che lei non inganni le sue lusinghe e che gli permetta di sperimentarla senza timore |
| CB 181a   | Der winder zeiget sine chraft             | -      | Tedesco            | Inverno, forza                       | In tedesco, l'inverno mostra la sua forza ai fiori e al prato . Il suo verde è svanito e la brughiera lo lamenta. La brina e la neve fanno appassire l'erba verde. Gli uccelli tacciono e vivono nella tristezza |
| CB 182    | Sol solo in stellifero                    | -      | Latino             | Sole, universo                       | Brilla più delle stelle . Lei piace a lui e al popolo. Invita i compagni a militare per Venere. Lei risponde al suo amore. Il suo aspetto è simile ai gigli, le guance alle rose, la bocca è dolce e il corpo longilineo. Vorrebbe essere Mercurio, studioso di Filologia, per unirsi a lei. La invita a rompere l'attesa e a farlo morire o vivere |
| CB 182a   | Vns chumet ein lichte sumerzit            | -      | Tedesco            | Estate, luce                         | In tedesco, arriva un'estate splendente . La brughiera è verde e offre erba, fiori e foglie. Chi vuole cercare gioia, deve avere coraggio e intelligenza |
| CB 183    | Si puer cum puellula                      | -      | Latino             | Amore, giovinezza                    | Se un ragazzo e una ragazza indugiassero in una cella . Sarebbe una felice unione con amore crescente, allontanando la noia |
| CB 183a   | Ich sich den morgensterne brehen          | -      | Tedesco            | Stella del mattino, speranza         | In tedesco, vede brillare la stella del mattino . Invita a non farsi vedere e consiglia di amare segretamente dove l'amicizia protegge |
| CB 184    | Virgo quedam nobilis                      | -      | Latino             | Donna, nobiltà                       | Una nobile vergine andava a fare legna . Mentre legava il carico. Venne un giovane bello e amabile. Egli ruppe i suoi legami. La prese per la mano bianca e la condusse nel canto degli uccelli. Venne Aquilone e la gettò lontano in un buco |
| CB 185    | Ich was ein chint so wolgetan             | -      | Tedesco            | Infanzia, ricordo                    | Era una fanciulla ben fatta . Quando fioriva, il mondo la distruggeva. Voleva andare nei prati a raccogliere fiori. Lì un malvagio voleva deflorarla. La prese per la mano bianca. La condusse lontano. Le strappò la veste bianca. Disse: "Signora, siate ragionevole! Il bosco è lontano". Le disse di sedersi sotto un tiglio dove aveva la sua arpa. La desiderava e le prese il corpo bianco. Le disse: "Ti farò una donna!". Le sollevò la veste e la penetrò. Prese l'arco e le frecce. L'aveva ingannata                                                      |
| CB 186    | Suscipe flos florem                       | -      | Latino             | Fiori, simbolismo                    | Accetta, o fiore, un fiore, perché il fiore designa l'amore! . È stato catturato da questo fiore. O Flora dolcissima, sii sempre profumata!. La tua forma sarà bella come l'aurora. Guarda il fiore e sorridigli!. Bacia il fiore! Un fiore rosso si addice a una bocca rossa. Un fiore in un dipinto non è un fiore, ma una figura. Chi dipinge un fiore, non ne dipinge il profumo. |

### Carmina potoria (187-226)
Questa raccolta di componimenti è dedicata al vino, al piacere del bere e alla convivialità. I toni sono spesso goliardici e spensierati, con celebrazioni delle taverne e della libertà che l’alcol sembra offrire.
- 187-200: I primi carmina descrivono il vino come fonte di gioia e ispirazione poetica, esaltando il piacere del bere in compagnia.[14]
- 201-226: Questi componimenti assumono toni più sfrenati, talvolta parodici, descrivendo l’ubriachezza e le sue conseguenze con ironia e umorismo.[15]

| Codice CB | Titolo                          | Autore | Lingua  | Temi                        | Descrizione |
| --------- | ------------------------------- | ------ | ------- | --------------------------- | --- |
| CB 187    | O curas hominum                 | -      | Latino  | Condizione umana            | Questo carme critica la corruzione e l'opportunismo alla corte dei principi. Il testo evidenzia come la lealtà e la giustizia siano compromesse dall'avidità e dall'adulazione. Chi non offre nulla è destinato a perdere tempo e fatica, mentre chi ha successo ottiene sempre di più. La legge e le sentenze vengono manipolate in cambio di denaro, e le promozioni sono date a chi adula i potenti. Gli adulatori nascondono la loro vera natura, ma la rivelano quando ottengono potere                                                                                                |
| CB 188    | Diligitur colitur               | -      | Latino  | Amore, devozione            | Questo breve carme afferma che chi ha denaro è amato e onorato, mentre chi è povero è disprezzato e oppresso |
| CB 189    | Aristippe, quamvis sero         | -      | Latino  | Filosofia, saggezza         | Questo carme presenta un dialogo tra Aristippo e Diogene sulla corruzione e l'adulazione necessarie per ottenere favori a Roma . Aristippo si lamenta del fatto che per ottenere la grazia dei potenti è necessario mentire e adulare. Diogene risponde che per avere successo nella Chiesa bisogna rendersi complici dei vizi dei prelati. Entrambi concordano sulla difficoltà di mantenere l'integrità in un ambiente corrotto. Il carme si conclude con un rifiuto dell'adulazione e un invito a vivere una vita modesta e contenta                                                     |
| CB 190    | Sunt detractores                | -      | Latino  | Malelingue, critica sociale | Questo carme denuncia i detrattori e gli adulatori, definendoli peggiori dei nemici aperti . La lingua del calunniatore è paragonata al veleno di un drago |
| CB 191    | Estuans intrinsecus             | -      | Latino  | Passione, ribellione        | Questo lungo carme è una confessione dell'Archipoeta, che esprime il suo conflitto interiore tra la saggezza e la passione . Si paragona a una foglia in balia del vento e ammette di essere incline ai vizi e ai piaceri. Chiede perdono al suo presule per la sua debolezza nei confronti delle donne e del vino. Il carme include una difesa della vita da taverna, dove il vino ispira la sua poesia. Conclude con un appello alla misericordia e al rinnovamento spirituale |
| CB 191a   | Cum sit fama multiplex          | -      | Latino  | Reputazione, fama           | L'autore cerca di ingraziarsi qualcuno con le proprie capacità di scrittura, ma chiede anche aiuto per alleviare il peso della povertà |
| CB 192    | Si quis displiceat pravis       | -      | Latino  | Giustizia, morale           | Questo carme afferma che se qualcuno dispiace ai malvagi, non deve preoccuparsi, perché è impossibile piacere a chi è malvagio . Il poeta aspira a piacere ai buoni ed essere odiato dai malvagi, perché questi ultimi sono soliti odiare i buoni |
| CB 193    | Denudata veritate               | -      | Latino  | Verità, rivelazione         | Questo carme è un dibattito tra il vino e l'acqua, in cui ognuno difende le proprie qualità e attacca l'altro . Il vino si lamenta di essere mescolato con l'acqua, che considera impura e inutile. L'acqua critica il vino per i suoi effetti negativi, come l'ubriachezza e la perdita di controllo. Il vino si proclama fonte di sapienza e ispirazione, mentre l'acqua è accusata di essere pericolosa e ingannevole. L'acqua risponde accusando il vino di corrompere gli uomini e di essere la causa di molti mali. Il carme si conclude con una condanna di chi miscela vino e acqua |
| CB 194    | In cratere meo                  | -      | Latino  | Vino, allegria              | Il carme descrive l'unione di Thetis (acqua) e Lieo (vino) in un cratere, ma sottolinea che nessuna delle due sostanze ha valore se mescolata all'altra . L'autore ricorda che nemmeno durante l'Ultima Cena acqua e vino furono mescolati. |
| CB 195    | Si quis Deciorum                | -      | Latino  | Storia, eroismo             | Questo carme descrive i pericoli del gioco d'azzardo e dell'eccessiva fiducia nella fortuna . Il carme menziona Decio, una figura associata alla frode e all'inganno nel gioco. Chi perde al gioco è spogliato dei suoi averi e si lamenta della sua sfortuna. Il carme include esclamazioni in tedesco, che riflettono l'ambiente multiculturale delle taverne medievali |
| CB 196    | In taberna quando sumus         | -      | Latino  | Bacco, eccessi              | Questo carme descrive la vita in una taverna, dove le persone si dedicano al gioco, al bere e alla dissolutezza . Il carme elenca una serie di brindisi fatti in taverna, che includono preghiere per i vivi, i morti e varie categorie di persone. Il carme si conclude con una riflessione sulla povertà causata dall'eccessivo bere e una maledizione contro chi critica i bevitori |
| CB 197    | Dum domus lapidea               | -      | Latino  | Costruzione, stabilità      | Questo carme descrive l'atmosfera di una casa da gioco e gli effetti del vino . I compagni definiscono il luogo "dolce luogo di ospitalità". Il vino fa impegnare i vestiti. Il carme esalta la felicità del bevitore e descrive gli effetti del vino sul corpo e sulla mente. La scena si conclude con i giocatori ubriachi che cadono a terra e invocano Bacco |
| CB 198    | Mella cibus dulcis              | -      | Latino  | Dolcezza, metafora          | Questo breve carme afferma che i cibi dolci e le ricchezze sono spesso dannosi per molti . Il cibo semplice rende sani e forti, ma molti abbandonano i cibi sani |
| CB 199    | Puri Bacchi meritum             | -      | Latino  | Vino, lode                  | Questo carme celebra il merito del puro Bacco e invita a dedicarsi al gioco e al bere . Il carme descrive il gioco come una battaglia tra compagni e menziona un certo Simon che visita l'Alsazia per bere con i confratelli |
| CB 200    | Bacche, bene venies             | -      | Latino  | Invocazione, festa          | Questo carme è un inno a Bacco, il dio del vino, che porta gioia, amore e coraggio . Il ritornello celebra il vino come una bevanda che rende gli uomini cortesi, onesti e coraggiosi. Il carme descrive gli effetti del vino sulle donne, che le rende più inclini all'amore e al piacere. Conclude con una lode a Bacco e un ringraziamento per i suoi doni. |
| CB 201    | Tu das, Bacche, loqui           | -      | Latino  | Ebbrezza, eloquenza         | In lode di Bacco, descritto come colui che concede eloquenza, placa gli animi, arricchisce, trasforma la tristezza in gioia, riconcilia i nemici e rivela la conoscenza. Il carme invita a bere per non aver sete e a non preoccuparsi della morte, esaltando il vino e il gioco. Narra anche di Bacco imprigionato che evade rompendo le catene |
| CB 202    | O potores exquisiti             | -      | Latino  | Convivialità                | Invita i bevitori esperti a bere senza sosta e a riempire le coppe, escludendo coloro che non amano bere e lodando l'ebbrezza . Critica chi non beve vino puro e mescola l'acqua, sottolineando la purezza del vino e il piacere che Bacco dona |
| CB 203    | Hiemali tempore                 | -      | Latino  | Inverno, malinconia         | Descrive una scena invernale con persone che si riuniscono in un estuario, giocando e scambiandosi vestiti per soldi e bevande . Il carme menziona anche un episodio in cui qualcuno viene punito per aver nominato un re martire |
| CB 203a   | Vns seit uon Lutringen Helfrich | -      | Tedesco | Storia, nobiltà             | Narra di un incontro tra Helfrich von Lutringen e altri personaggi come Erekke e Dieterich in un bosco, con riferimento a scontri e pericoli |
| CB 204    | Urbs salve regia                | -      | Latino  | Città, gloria               | Celebra la città di Treviri (Trier) come città regale e fonte di gioia, associandola a Bacco e al vino forte . Esalta anche l'arte dialettica e la superiorità dei tedeschi nel bere, paragonando la rosa a Venere e Giove |
| CB 205    | Hospes laudatur                 | -      | Latino  | Ospitalità                  | Elogia l'ospite generoso e invita a bere e a giocare a sorte . Associa il gioco al bere e all'amore, con riferimento a Bacco che stimola i giovani. Il carme include un ritornello in cui si invoca "Deu sal" e si invita a bere e a giocare |
| CB 206    | Hircus quando bibit             | -      | Latino  | Comportamenti, eccessi      | Afferma che quando un uomo beve troppo, dice cose inappropriate . Il carme esprime come l'autore si senta ispirato a scrivere versi quando è ben bevuto, ma arido e senza ispirazione quando è sobrio |
| CB 207    | Tessera blandita fueras michi   | -      | Latino  | Fortuna, inganno            | Lamenta il gioco dei dadi (tessera) come causa di perdita e rovina . Descrive i dadi come portatori di bugie, litigi e povertà, ma anche come fonte di speranza per guadagnare beni |
| CB 208    | Littera bis bina                | -      | Latino  | Sapienza, scrittura         | È un indovinello sulla lettera "L" |
| CB 209    | Roch, pedites, regina           | -      | Latino  | Scacchi, strategia          | Descrive una battaglia a scacchi, con riferimenti alle figure del gioco e al conflitto tra le parti |
| CB 210    | Qui cupit egregium scachorum    | -      | Latino  | Scacchi, abilità            | Spiega il gioco degli scacchi, descrivendo le posizioni iniziali dei pezzi e le loro mosse . Il carme illustra come i pedoni aprono la strada, le torri si muovono liberamente, i cavalieri saltano, gli alfieri ingannano e il re è protetto dalla regina |
| CB 211    | Alte clamat Epicurus            | -      | Latino  | Epicureismo, filosofia      | Celebra Epicuro e il piacere del ventre pieno, descrivendo il ventre come un dio e la cucina come un tempio . Il carme esalta il cibo, il vino e il riposo, con un riferimento al ventre che ruggisce e al vino che combatte con l'idromele |
| CB 211a   | Nu lebe ich mir alrest werde    | -      | Tedesco | Vita, cambiamento           | È un frammento del Palästinalied di Walther von der Vogelweide, che esprime gioia per aver visto la Terra Santa |
| CB 212    | Non iubeo quemquam              | -      | Latino  | Libertà, autodeterminazione | Invita a godere dei piaceri della vita con moderazione, suggerendo di mangiare con misura per non morire e di nutrire il corpo senza appesantire la mente |
| CB 213    | Sperne lucrum                   | -      | Latino  | Avidità, morale             | Offre consigli sul gioco, come evitare l'avidità, cedere ai più esperti, non arrabbiarsi se si perde e giocare con serenità se si hanno risorse |
| CB 214    | Si preceptorum superest         | -      | Latino  | Insegnamento, etica         | Fornisce indicazioni per una vita equilibrata, consigliando di alzarsi presto, dedicare tempo alla lettura, mangiare e bere con moderazione, dormire un po', meditare e scrivere |
| CB 215    | Lugeamus omnes in Decio         | -      | Latino  | Lutto, commemorazione       | È un "Ufficio dei giocatori" che lamenta le malefatte di Decio, una figura associata al gioco d'azzardo e alla perdita di beni . Include elementi parodistici di una liturgia, come un introito, un'epistola, un graduale, un'alleluia, una sequenza e un vangelo |
| CB 215a   | Omnipotens sempiterne Deus      | -      | Latino  | Religione, preghiera        | Esprime un desiderio di vivere dei lavori dei rustici e dei chierici, di godere delle loro donne e di rallegrarsi della loro morte |
| CB 216    | Tempus hoc letitie              | -      | Latino  | Festa, celebrazione         | Celebra un tempo di gioia e festa, invitando tutti a cantare e a suonare, specialmente gli studenti . Il carme menziona anche lo stilo e le tavolette come strumenti per le feste e i carmi di Nasone (Ovidio) |
| CB 217    | Iocundemur socii                | -      | Latino  | Amicizia, allegria          | Invita i compagni a gioire e a lodare coloro che sono virtuosi e senza inganno . Il carme include un ritornello in cui si loda la generosità e si maledicono gli invidiosi e gli ipocriti |
| CB 218    | Audientes audiant               | -      | Latino  | Sapienza, ascolto           | Si lamenta della malvagità che si diffonde sulla terra e invita i chierici liberali a essere generosi con i vagabondi e i bisognosi . Il carme paragona i chierici liberali al grano setacciato e quelli malvagi alla pula |
| CB 219    | Cum «In orbem universum»        | -      | Latino  | Universalità                | Invita i sacerdoti e i monaci a seguire la "nostra setta", che accoglie tutti, inclusi nobili, ricchi, poveri, monaci, preti con amanti, maestri con studenti e persone di diverse nazionalità e condizioni . La setta proibisce le preghiere mattutine, incoraggia a cercare osterie e a bere vino e mangiare polli |
| CB 220    | Sepe de miseria mee paupertatis | -      | Latino  | Povertà, sofferenza         | È una lamentela dell'Arcipoeta sulla sua povertà, causata dal fatto che i laici non comprendono i poeti e non li ricompensano . L'Arcipoeta rifiuta di lavorare la terra, di mendicare o di rubare |
| CB 220a   | Nullus ita parcus est           | -      | Latino  | Generosità, avarizia        | Descrive come le persone, anche le più avare, comprino vestiti nuovi per le feste, ma li conservino con cura per molti anni . Il carme menziona come i colori e le forme dei vestiti vengano modificati e come i chierici trasformino i loro vestiti in vari modi |
| CB 221    | Cum animadverterem, dicit Cato  | -      | Latino  | Massime, filosofia          | Invita a cantare lodi all'ospite generoso e a bere, ma consiglia a chi si ubriaca di allontanarsi . Il carme incoraggia a spogliarsi dei propri vestiti in caso di perdita al gioco, paragonando i giocatori agli apostoli |
| CB 222    | Ego sum Abbas Cucaniensis       | -      | Latino  | Clero, satira               | L'abate di Cuccagna afferma di essere in compagnia dei bevitori e nella setta di Decio . Chi lo cerca al mattino nella taverna, uscirà nudo alla sera, lamentandosi della sua sfortuna |
| CB 223    | Res dare pro rebus              | -      | Latino  | Scambio, economia           | Afferma che si è soliti dare cose in cambio di cose e parole in cambio di parole |
| CB 224    | Artifex, qui condidit           | -      | Latino  | Creazione, divinità         | Un artista si presenta e saluta i prelati, i nobili e i sacerdoti . Si lamenta della sua povertà e chiede consolazione, affermando di conoscere uomini di grande probità |
| CB 225    | Sacerdotes et levite            | -      | Latino  | Clero, religione            | Si rivolge ai sacerdoti e ai leviti, chiedendo loro di comprendere le sue parole e di accogliere solo coloro che sono colti e onesti . Il carme chiede carità e compassione per chi è bisognoso |
| CB 226    | Mundus est in varium            | -      | Latino  | Mondo, mutevolezza          | Lamenta lo stato mutevole e degradato del mondo, dove l'ordine è in disordine e l'amicizia è egoistica. Il carme critica la mancanza di generosità e descrive una forma di generosità rivolta a Thais (una cortigiana) o a giovani effeminati. |

### Ludi (227-228)
Questa sezione è composta da due componimenti che appartengono al genere teatrale. Sono testi drammatici o parodici che mostrano la vitalità della cultura medievale anche nelle sue espressioni più spettacolari.
- 227: Il primo componimento è probabilmente legato a una rappresentazione di carattere sacro o profano, forse incentrata su un episodio biblico o mitologico.[16]
- 228: Il secondo componimento potrebbe essere una farsa o un breve dramma, in linea con le tradizioni teatrali medievali.[17]

| Codice CB | Titolo                        | Autore | Lingua | Temi                           | Descrizione |
| --------- | ----------------------------- | ------ | ------ | ------------------------------ | --- |
| CB 227    | Primo ponatur sedes Augustino | -      | Latino | Autorità, religione, gerarchia | Il carme è un dramma liturgico medievale che rappresenta la nascita di Gesù Cristo. L'opera si apre con una scena che vede Sant'Agostino seduto in posizione preminente, affiancato da profeti come Isaia e Daniele, e contrapposto all'archisinagogo e ai suoi seguaci ebrei. Diversi personaggi profetizzano la nascita verginale di Cristo: - Isaia annuncia che una vergine concepirà e partorirà un figlio che laverà il mondo dal peccato. - Daniele predice la caduta della Giudea e la nascita di un re da una vergine. - La Sibilla, gesticolando, proclama la nascita di un figlio che porterà salvezza - Aronne porta una verga fiorita, simbolo della purezza di Maria e della nascita miracolosa - Balaam, seduto su un'asina, profetizza l'avvento di una stella da Giacobbe. L'archisinagogo contesta queste profezie, mettendo in dubbio la possibilità di una nascita verginale. Agostino interviene, invitando gli ebrei ad aprire le orecchie e spiegando come Cristo unirà Dio e l'umanità. Seguono scene dell'Annunciazione, con un angelo che appare a Maria, e della Visitazione, con l'incontro tra Maria ed Elisabetta. La nascita di Gesù è annunciata da una stella. I tre re magi, guidati dalla stella, cercano il bambino. Giunti al cospetto di Erode, questi interroga l'archisinagogo per avere informazioni sul neonato re. Temendo per il suo trono, Erode ordina l'uccisione di tutti i bambini. Un angelo avverte Giuseppe di fuggire in Egitto con Maria e Gesù. |
| CB 228    | Rex Egypti cum comitatu suo   | -      | Latino | Regalità, storia, potere       | Il Carme si presenta come un'opera allegorica, divisa in sezioni tematiche. Inizia con un'esplosione di gioia primaverile, celebrando l'amore e la rinascita della natura. Si esalta la filosofia e le sue figure principali come Pitagora, Socrate, Platone e Aristotele, visti come fonti di sapienza. Successivamente, il carme introduce un elemento di critica morale, denunciando le tentazioni e i piaceri effimeri del mondo, paragonati ai "fiumi di Babilonia". Si critica l'adorazione di molte divinità. L'arrivo di Maria e Giuseppe in Egitto con Gesù provoca la caduta degli idoli egizi, segno della superiorità del cristianesimo. Il re d'Egitto, dopo aver consultato i suoi sapienti e assistito al crollo degli idoli, si converte al cristianesimo e ordina l'abbandono delle false divinità. Il carme include anche riferimenti al re di Babilonia e all'Anticristo, e denuncia l'ipocrisia. Si conclude con una profezia sulla caduta di Gerusalemme e sulla morte di Erode. |

### Supplementum (1-26a)
Questa sezione supplementare raccoglie componimenti che, per vari motivi, non rientravano nelle categorie precedenti. Possono essere testi di varia natura, tra cui poesie di carattere filosofico o frammenti di carmina più ampi.
- 1-15: Questi testi sembrano collegarsi ai carmina morali e satirici, con riflessioni sulla società e sul comportamento umano.[18]
- 16-26a: Gli ultimi componimenti includono testi amorosi o conviviali che, per la loro forma o contenuto, sono stati inseriti in questa appendice anziché nelle sezioni principali.[19]

| Codice Supp. | Titolo                                              | Autore | Lingua             | Temi                                         | Descrizione |
| ------------ | --------------------------------------------------- | ------ | ------------------ | -------------------------------------------- | --- |
| Supp. I      | Sancte ERASME                                       | -      | Latino             | Santità, devozione, martirio                 | Una preghiera a Sant'Erasmo affinché accolga l'orazione offerta per l'anima del fedele e provveda al suo sostentamento secondo la volontà divina. Il fedele si affida a lui, confidando nella protezione di Cristo contro i nemici visibili e invisibili                              |
| Supp. II     | Ich lob die liben frowen min                        | -      | Medio alto tedesco | Amore, lode, devozione                       | Un inno d'amore per una donna ammirata sopra tutte le altre. Il poeta esprime la sua devozione e il desiderio di servirla fedelmente. La sua bellezza è paragonata a uno specchio e a un diamante di virtù, e il poeta si dichiara legato a lei con ogni legame                       |
| Supp. III    | Iam dudum estivalia                                 | -      | Latino             | Stagioni, natura, estate                     | Una riflessione sul passaggio dall'estate all'inverno. La natura si spegne, gli uccelli smettono di cantare e l'amore perde il suo fervore. Si invoca il ritorno della primavera per ravvivare gli spiriti afflitti                                                                   |
| Supp. IV     | Flete, fideles anime                                | -      | Latino             | Lutto, fede, anime                           | Un lamento funebre sulla passione di Cristo. Vengono invocate le anime fedeli e le sorelle a piangere per le ferite di Maria, madre di Gesù. Il carme descrive il dolore di Maria di fronte alla crocifissione e si interroga sul perché il Figlio di Dio debba subire tale supplizio |
| Supp. V      | Furibundi cum aceto mixto felle                     | -      | Latino             | Passione di Cristo, sofferenza, sacrificio   | Un'invocazione a Cristo, che con il suo sangue ha sanato le ferite causate dal peccato originale. Si chiede a Cristo di concedere la pace e di purificare l'anima del fedele, rendendola degna del suo amore                                                                          |
| Supp. VI     | Pange vox adonis                                    | -      | Latino             | Lode, divinità, canto                        | Un elogio a un prelato di Solio, lodandone le virtù, la saggezza e la nobiltà d'animo |
| Supp. VII    | In anegenge was ein wort                            | -      | Medio alto tedesco | Origine, creazione, parola divina            | Una traduzione in tedesco antico dei primi versetti del Vangelo di Giovanni (Giovanni 1, 1-14) |
| Supp. VIII   | O comes amoris dolor                                | -      | Latino             | Amore, dolore, nostalgia                     | Un lamento d'amore per una donna irraggiungibile. Il poeta soffre per la lontananza e il disprezzo della sua amata, ma continua ad amarla e a idealizzarla, paragonando il luogo in cui vive a un paradiso                                                                            |
| Supp. IX     | Mundus finem properans                              | -      | Latino             | Fine del mondo, escatologia, tempo           | Una riflessione sulla decadenza del mondo e della Chiesa. Si critica la corruzione degli ordini religiosi e l'avidità dei nuovi predicatori. Si rimpiange il rigore degli antichi istituti monastici e si invoca il giudizio divino                                                   |
| Supp. X      | Deus largus in naturis                              | -      | Latino             | Divinità, creazione, generosità              | Una condanna dell'avarizia e dell'attaccamento ai beni materiali. Si esalta la generosità e si ricorda che l'avarizia è una forma di idolatria che preclude l'accesso al regno dei cieli                                                                                              |
| Supp. XI     | Ave Nobilis                                         | -      | Latino             | Lode, onore, devozione                       | Un'invocazione a Maria, definita nobile, venerabile, amica e guida sicura. Si chiede la sua intercessione per illuminare le menti, correggere i costumi e proteggere i fedeli dai pericoli del mondo                                                                                  |
| Supp. XII    | Christi sponsa Katharina                            | -      | Latino             | Santità, martirio, fede                      | Un inno a Santa Caterina, vergine e martire, lodandone la bellezza, la sapienza e i miracoli operati per sua intercessione |
| Supp. XIII   | Ludus breviter de passione primo inchoatur ita      | -      | Latino             | Teatro sacro, Passione di Cristo, narrazione | Un breve dramma liturgico sulla Passione di Cristo. Il testo include dialoghi tra Gesù, i discepoli, Giuda, i sacerdoti e Pilato, culminando con la crocifissione e la morte di Gesù                                                                                                  |
| Supp. XIV    | Planctus ante nescia                                | -      | Latino             | Lamento, dolore, perdita                     | Un lamento di Maria per la morte del figlio. Maria esprime il suo dolore per la crocifissione di Gesù, lamentando la crudeltà dei suoi carnefici e invocando la morte per sé stessa                                                                                                   |
| Supp. XV     | Incipit ludus immo exemplum dominice resurrectionis | -      | Latino             | Resurrezione, teatro sacro, fede             | Un dramma liturgico sulla Resurrezione di Cristo. Il testo include dialoghi e canti tra Pilato, i sacerdoti, le pie donne, gli angeli, i soldati e Gesù, culminando con l'annuncio della Resurrezione e la vittoria di Cristo sulla morte e sull'Inferno.                             |
| Supp. XVI    | Primitus producatur Pilatus                         | -      | Latino             | Giudizio, teatro sacro, Passione             | Descrive scene della Passione di Cristo, inclusi dialoghi tra Pilato e Gesù, e tra Gesù e diverse figure come il cieco e Zaccheo. Include anche l'ingresso di Gesù a Gerusalemme e il canto dei bambini                                                                               |
| Supp. XVII   | Diu mukke muoz sich sere muen                       | -      | Medio alto tedesco | Fatica, resistenza, perseveranza             | Contiene proverbi e osservazioni sulla natura umana e sul mondo animale, riflettendo saggezza popolare e critica sociale |
| Supp. XVIII  | Magnificat (anima mea Dominum...)                   | -      | Latino             | Lode, preghiera, fede                        | Include invocazioni e preghiere alla Vergine Maria, esaltandone la purezza e il ruolo di madre di Dio |
| Supp. XIX    | Katerine collaudemus                                | -      | Latino             | Devozione, santità, lode                     | Un inno a Santa Caterina, che elogia le sue virtù e il suo coraggio di fronte al giudice Massenzio |
| Supp. XX     | Pange Lingua                                        | -      | Latino             | Fede, canto, adorazione                      | Un inno che celebra il martirio di una vergine |
| Supp. XXI    | Presens Dies                                        | -      | Latino             | Tempo, festività, celebrazione               | Descrive il martirio di Santa Caterina, inclusa la sua disputa con i filosofi e il miracolo dell'olio che emana dalla sua tomba |
| Supp. XXII   | Hac in die mentes pie                               | -      | Latino             | Fede, pietà, celebrazione                    | Narra la storia di Santa Caterina, la sua fede, la sua disputa con Massenzio, e il suo martirio |
| Supp. XXIII  | Cantus Ioseph ab Arimathia                          | -      | Latino             | Religione, sepoltura di Cristo, fede         | Un canto di Giuseppe d'Arimatea che chiede a Pilato il permesso di seppellire Gesù |
| Supp. XXIV   | Cum iubilo iubilemus virgini Marie                  | -      | Latino             | Gioia, devozione, Maria                      | Preghiere e invocazioni a Maria |
| Supp. XXV    | Tempore completorii traditus est Dominus            | -      | Latino             | Passione di Cristo, tradimento, notte        | Riflessioni sul tempo della Passione di Cristo |
| Supp. XXVI   | Incipit exemplum apparitionis Domini                | -      | Latino             | Resurrezione, miracolo, teatro sacro         | Descrive l'apparizione di Gesù ai discepoli sulla via di Emmaus e a Tommaso. |
| Supp. XXVIa  | Hoc finito producatur mater Domini                  | -      | Latino             | Maria, teatro sacro, devozione               | Descrive l'apparizione di Gesù ai discepoli sulla via di Emmaus e a Tommaso. |

### Singoli carme
- De avaritia 1-25, su hs-augsburg.de.
- De correctione hominum 26-28, su hs-augsburg.de.
- De conversione hominum 29-32, su hs-augsburg.de.
- De ammonitione prelatorum 33-45, su hs-augsburg.de.
- De cruce signatis 46-55, su hs-augsburg.de.
- Carmina amatoria 56-70, su hs-augsburg.de.
- Carmina amatoria 71-87, su hs-augsburg.de.
- Carmina amatoria 88-100, su hs-augsburg.de.
- Carmina amatoria 101-122a, su hs-augsburg.de.
- Carmina amatoria 123-154, su hs-augsburg.de.
- Carmina amatoria 155-186, su hs-augsburg.de.
- Carmina potoria 187-200, su hs-augsburg.de.
- Carmina potoria 201-226, su hs-augsburg.de.
- Ludi 227, su hs-augsburg.de.
- Ludi 228, su hs-augsburg.de.
- Supplementum 1-15, su hs-augsburg.de.
- Supplementum 16-26a, su hs-augsburg.de.